# تیم ملی فوتبال زنان آلمان

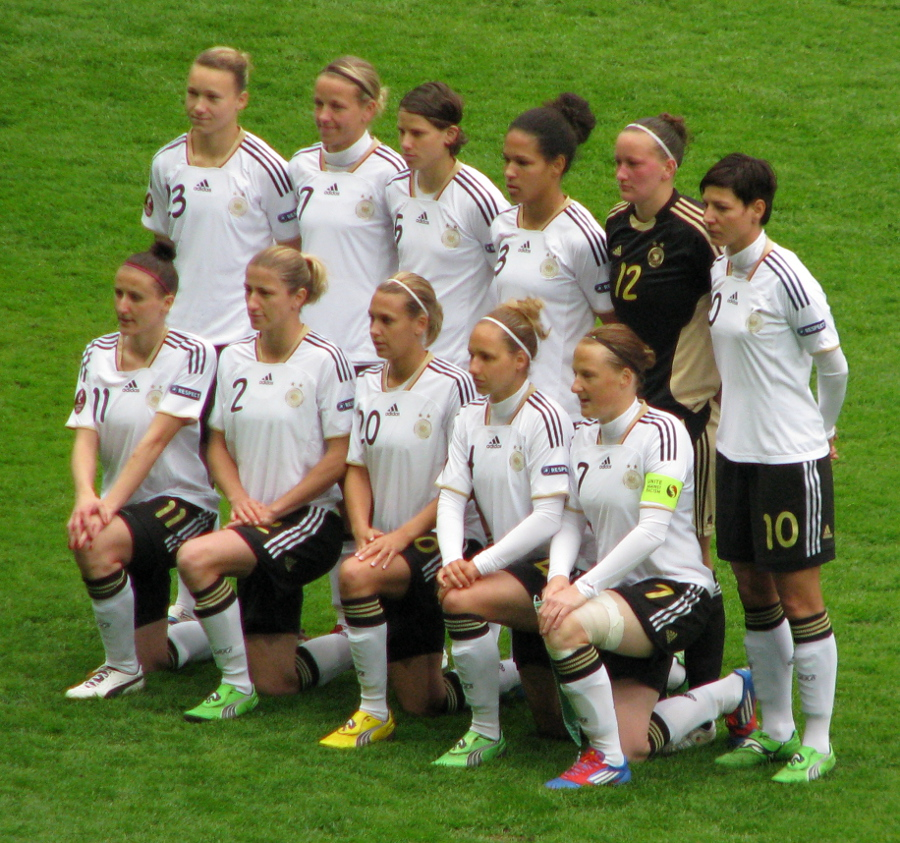
تیم ملی فوتبال زنان آلمان در سال ۲۰۱۲

تیم ملی فوتبال زنان آلمان (به آلمانی: Deutsche Fußballnationalmannschaft der Frauen) نمایندهٔ زنان کشور آلمان در ردهٔ ملی است. این تیم زیر نظر فدراسیون فوتبال آلمان (اختصاری DFB) قرار دارد و پیش‌تر با نام آلمان غربی شناخته می‌شد. این تیم نخستین بازی بین‌المللی خود را در سال ۱۹۸۲ انجام داد. پس از اتحاد دو آلمان در سال ۱۹۹۰، اعضای این تیم به عنوان «تیم ملی جمهوری فدرال آلمان» باقی ماند. تیم فوتبال زنان آلمان یکی از موفق‌ترین تیم‌های فوتبال زنان به‌شمار می‌آید. این تیم دارای دو قهرمانی جهان در سال‌های ۲۰۰۳ و ۲۰۰۷ است. آلمان تنها کشوری است که در هر دو ردهٔ مردان و زنان قهرمان جهان شده‌است. تیم آلمان در هشت دوره از یازده دورهٔ مسابقات فوتبال زنان اروپا از جمله شش دورهٔ پیاپی اخیر این رقابت‌ها قهرمان شده‌است. همچنین آلمان تنها کشوری است که در هر دو ردهٔ مردان و زنان در جام ملت‌های اروپا به مقام قهرمانی رسیده‌است. تیم فوتبال زنان آلمان دارای سه مدال برنز و یک طلا در المپیک است که به ترتیب در سال‌های ۲۰۰۰، ۲۰۰۴، ۲۰۰۸ و ۲۰۱۶ به‌دست آمده‌اند. بیرگیت پرینتس رکورد بیشترین حضور و بیشترین گل زده در این تیم را در اختیار دارد. وی همچنین سه بار برندهٔ جایزهٔ بازیکن سال فوتبال جهان شده و دومین گلزن برتر جام جهانی فوتبال زنان در دنیا است.
فوتبال زنان در آلمان غربی با شک و تردیدهای زیادی همراه بوده‌است و مسابقات رسمی بین‌المللی توسط فدراسیون این کشور تا سال ۱۹۷۰ ممنوع بود. در آلمان شرقی تیم ملی زنان عملاً وجود نداشت و تنها یک بازی در سال ۱۹۹۰ انجام داد. تیم ملی فوتبال زنان آلمان پس از قهرمانی در سال ۲۰۰۳ محبوبیت بسیاری پیدا کرد. این تیم در همین سال به عنوان تیم ورزشی سال آلمان شناخته شد. زیلویا ناید پس از پنج سال دستیاری تینا توینه سرمربیگری این تیم را از سال ۲۰۰۵ بر عهده گرفت. پس از ناید و در اوت ۲۰۱۶ اشتفی جونز این سمت را عهده‌دار شد. تا مارس ۲۰۲۲، تیم آلمان در جایگاه چهارم رده‌بندی جهانی فیفا قرار دارد.

## تاریخچه

### تاریخ اولیه
در سال ۱۹۵۵ دی‌اف‌بی فوتبال زنان را در تمامی باشگاه‌های آلمان غربی ممنوع کرد. این فدراسیون در توضیح خود عنوان کرد که «این ورزش رزمی و اساساً با طبیعت زنان بیگانه است» و «روح و بدن زنان ناگزیر آسیب و رنج می‌برد». به علاوه «نمایش بدن ناقض آداب و نجابت است».
با وجود این ممنوعیت، بیش از ۱۵۰ مسابقهٔ بین‌المللی غیررسمی بین سال‌های ۱۹۵۰ و ۱۹۶۰ انجام شد. در ۳۰ اکتبر ۱۹۷۰ این ممنوعیت از فوتبال زنان در مجمع سالانه دی‌اف‌بی برداشته شد.
فدراسیون‌های فوتبال دیگر کشورها تیم رسمی زنان را پیش از آلمان شکل داده بودند و فدراسیون آلمان سال‌های زیادی در بخش فوتبال زنان غایب بود. در سال ۱۹۸۱ از هورست آر. اشمیت مقام رسمی دی‌اف‌بی برای فرستادن تیمی به مسابقات دعوتی جهانی زنان دعوت شد. اشمیت این درخواست را پذیرفت، اما این واقعیت را پنهان کرد که آلمان غربی تیم رسمی در آن زمان ندارد. برای جلوگیری از نتایج تحقیرآمیز، دی‌اف‌بی قهرمان باشگاه‌های آلمان غربی، اس وی برگیش گلادباخ ۰۹، را فرستاد تا قهرمانی را به‌دست آورد. با توجه به ضرورت وجود تیم زنان، فدراسیون فوتبال آلمان تیم ملی زنان آلمان غربی را در سال ۱۹۸۲ تأسیس کرد. هرمان نویبرگر، رئیس فدراسیون آلمان، گرو بیزانتس را که یک معلم در کالج ورزشی کلن بود منصوب کرد تا این تیم را راه‌اندازی کند.

### ۱۹۸۲–۱۹۹۴: آغاز دشوار و اولین عنوان‌ها اروپایی
در سپتامبر ۱۹۸۲ بیزانتس دو دورهٔ آموزشی تشکیل داد و از آن‌ها اعضای تیم ۱۶ نفره خود را انتخاب کرد. این تیم اولین بازی بین‌المللی خود را در ۱۰ نوامبر ۱۹۸۲ و در کوبلنتس انجام داد. بنا بر سنت تیم ملی فوتبال مردان آلمان، سوئیس به عنوان اولین حریف این تیم انتخاب شد. دوریس کرس آیمن اولین گل این تیم را در ۲۵ دقیقه ابتدایی بازی به ثمر رساند. در نیمهٔ دوم زیلویا ناید ۱۸ ساله دو گل از پنج گل پیروزی ۵–۱ را به ثمر رساند. ناید در سال ۱۹۹۶ به سمت کمک مربی این تیم رسید و در سال ۲۰۰۵ نیز سمت سرمربیگری این تیم را بر عهده گرفت.
آلمان غربی با پنج تساوی و یک باخت از راه‌یابی به نخستین دورهٔ مسابقات فوتبال زنان اروپا بازماند و در گروه خود سوم شد. هدف اولیهٔ بیزانتس کم کردن شکاف این تیم با کشورهای اسکاندیناوی و ایتالیا و هدف درازمدت وی تبدیل شدن به قوی‌ترین تیم در اروپا بود. تأکید او بر مهارت‌های پایه‌ای و احتیاج به یک برنامه مؤثر برای جوانان بود. از سال ۱۹۸۵ بیزانتس به‌طور فزاینده‌ای به دعوت بازیکنان جوان پرداخت اما در ابتدا با عدم موفقیت دوبارهٔ آلمان غربی برای حضور در مرحله پایانی مسابقات فوتبال زنان اروپا ۱۹۸۷ با موفقیت اندکی در تحقق این اهداف روبرو شد.
تیم ملی آلمان غربی بدون شکست و بدون گل خورده جواز حضور در رقابت‌های اروپایی فوتبال زنان ۱۹۸۹ را برای اولین بار به‌دست آورد. این مسابقات در خانه و در خاک آلمان غربی انجام شد. مسابقه نیمه‌نهایی در مقابل تیم ملی فوتبال زنان ایتالیا اولین مسابقهٔ بین‌المللی فوتبال زنان بود که از تلویزیون آلمان به‌طور زنده پخش شد. نتیجه این مسابقه با ضربات پنالتی مشخص شد. دروازه‌بان، ماریون ایسبرت، سه پنالتی را مهار کرد و گل پیروزی را نیز خود از روی نقطهٔ پنالتی به ثمر رساند. آلمان غربی در ۲ ژوئیه ۱۹۸۹ در بازی فینال در اسنابروک به مصاف نروژ رفت و در مقابل چشمان ۲۲٬۰۰۰ تماشاگر، تیم محبوب نروژ را با نتیجهٔ ۴–۱ و با گل‌های اوزولا لون، هایدی مور و آنگلیکا فرمان شکست داد. این پیروزی اولین عنوان بین‌المللی این تیم را رقم زد.
پس از اتحاد آلمان در سال ۱۹۹۰، فدراسیون فوتبال آلمان شرقی به دی‌اف‌بی (فدراسیون آلمان غربی) پیوست. تیم ملی فوتبال زنان آلمان شرقی تنها یک مسابقهٔ بین‌المللی رسمی انجام داد که در یک دیدار دوستانه و با تیم ملی فوتبال زنان چکسلواکی در تاریخ ۹ مه ۱۹۹۰ و در مقابل ۸۰۰ نفر تماشاگر در شهر پوتسدام انجام شد و این بازی را با نتیجهٔ ۳–۰ باخت. تیم متحد شدهٔ دو آلمان در مسابقات فوتبال زنان اروپا ۱۹۹۱ از عنوان قهرمانی خود دفاع کرد. آلمان پس از برد تمامی بازی‌های گروهی دور انتخابی، بار دیگر در نیمه‌نهایی روبه‌روی ایتالیا قرار گرفت و این بار ۳–۰ پیروز شد. در ۱۴ ژوئیه ۱۹۹۱ تیم آلمان یک بار دیگر در فینال در مقابل تیم نروژ قرار گرفت. این دیدار به وقت اضافه کشید که هایدی مور و زیلویا ناید گل‌های تیم آلمان را به ثمر رساندند و یک بار دیگر، این تیم را با نتیجه ۳–۱ پیروز کردند.
در نوامبر سال ۱۹۹۱ تیم آلمان در اولین جام جهانی زنان شرکت کرد که در چین برگزار می‌شد. این تیم با به‌دست آوردن سه پیروزی مقابل نیجریه، تایوان و ایتالیا بدون دریافت حتی یک گل به یک‌چهارم نهایی راه یافت. زیلویا ناید اولین گل تیم آلمان را در جام جهانی در تاریخ ۱۷ نوامبر ۱۹۹۱ مقابل تیم نیجریه به ثمر رساند. آلمان موفق شد پس از وقت‌های اضافه با نتیجهٔ ۲–۱ دانمارک را شکست دهد. اما در نیمه‌نهایی ۵–۲ نتیجه را به آمریکا واگذار کرد. تیم آمریکا در نهایت قهرمان این مسابقات شد. تیم آلمان پس از باخت ۴–۰ مقابل سوئد در دیدار رده‌بندی به عنوان چهارمی رسید.
تیم ملی فوتبال آلمان در دفاع از عنوان قهرمانی خود در مسابقات فوتبال زنان اروپا ۱۹۹۳ ناکام بود و پس از باخت به ایتالیا در ضربات پنالتی و باخت ۳–۱ به دانمارک در دیدار رده‌بندی چهارم شد. علی‌رغم نتایج ناامیدکننده، استعدادهای تازه‌ای همچون اشتفی جونز، مرن ماینارت و زیلکه روتنبرگ اولین حضور خود را در این مسابقات به ثبت رساندند و بعدها بازیکنان کلیدی تیم آلمان شدند.

### ۱۹۹۵–۲۰۰۲: ناکامی در کسب قهرمانی در المپیک و جام جهانی
تیم آلمان در مسابقات فوتبال زنان اروپا ۱۹۹۵ پس از برد تمامی بازی‌های مرحلهٔ انتخابی و زدن ۵۵ گل، با نتیجهٔ ۲–۶ (نتیجه مجموع رفت و برگشت) تیم انگلستان را در نیمه‌نهایی شکست داد و بیرگیت پرینتس برای اولین بار در یک تورنمنت معتبر در سال ۱۹۹۵ موفق به گلزنی شد. در همین سال، آلمان سومین قهرمانی خود را در مسابقات فوتبال زنان اروپا کسب کرد.
تیم آلمان در فینال مقابل تیم سوئد قرار گرفت. این بازی در ورزشگاه فریتز والتر شهر کایزرسلاوترن آلمان و در ۲۶ مارس ۱۹۹۵ انجام پذیرفت. تیم سوئد موفق به گلزنی در دقایق ابتدایی بازی شد. اما تیم آلمان موفق شد با گلزنی مرن ماینارت، بیرگیت پرینتس و بتینا ویگمن به بازی برگردد و این بازی را با نتیجهٔ ۳–۲ با پیروزی به پایان برساند.
در جام جهانی فوتبال زنان ۱۹۹۵ در کشور سوئد، تیم آلمان در مقابل میزبان اسکاندیناویایی خود شکست خورد. با این وجود در گروه خود با شکست دادن ژاپن و برزیل موفق عمل کرد. تیم آلمان در یک‌چهارم نهایی با نتیجهٔ ۳–۰ از سد انگلستان گذشت و در نیمه‌نهایی چین را با گل دیرهنگام بتینا ویگمن با نتیجهٔ ۱–۰ شکست داد. در ۱۸ ژوئن ۱۹۹۵ در استکهلم، تیم زنان آلمان برای اولین بار در فینال جام جهانی حضور پیدا کرد و در این بازی در مقابل تیم ملی فوتبال زنان نروژ با نتیجهٔ ۲–۰ شکست خورد و به مقام نایب‌قهرمانی رسید که این نتیجه بهترین نتیجهٔ جام جهانی آن‌ها تا آن زمان بود.
فوتبال زنان اولین بار در بازی‌های المپیک تابستانی ۱۹۹۶ آتلانتا به عنوان یکی از ورزش‌های المپیک شناخته شد. بتینا ویگمن اولین گل آلمان را در بازی‌های المپیک و در اولین بازی در مقابل ژاپن به ثمر رساند که این بازی را آلمان با نتیجهٔ ۳–۲ برد. پس از باخت ۲–۳ در مقابل نروژ در دومین بازی گروهی و تساوی ۱–۱ در مقابل تیم ملی فوتبال زنان برزیل، آلمان با کسب تنها ۴ امتیاز و قرار گرفتن در ردهٔ سوم از این رقابت‌ها حذف شد. گرو بیزانتس سرمربی این تیم پس از پایان این رقابت‌ها استعفا داد و دستیار وی تینا توینه سرمربیگری این تیم را بر عهده گرفت؛ زیلویا ناید نیز که در اواخر دوران بازیگری خود بود، به عنوان دستیار جدید این تیم منصوب شد.
مسابقات فوتبال زنان اروپا ۱۹۹۷ به میزبانی کشورهای نروژ و سوئد اولین محک برای مربی جدید تینا توینه بود. تیم آلمان ۳–۰ تیم فنلاند را شکست داد و سپس ۲–۰ از سد اسلواکی گذشت. بعد از آن با باخت ۱–۳ به تیم نروژ، کار این تیم به دیدار پلی‌آف کشید و آلمان با شکست ۳–۰ ایسلند در بازی پلی‌آف موفق شد به عنوان تیم دوم از گروه خود صعود کند. در مسابقات اروپایی این دوره، تیم آلمان پس از تساوی مقابل تیم‌های ایتالیا و نروژ و یک پیروزی در مقابل دانمارک در آخرین بازی گروه خود موفق به صعود به مرحلهٔ حذفی این رقابت‌ها شد. آن‌ها تیم سوئد را در تاریخ ۱۲ ژوئیه ۱۹۹۷ در دیدار نیمه‌نهایی با نتیجهٔ ۱–۰ شکست دادند و با برد ۲–۰ مقابل ایتالیا با گل‌های بیرگیت پرینتس و ساندرا مینرت به چهارمین قهرمانی خود رسیدند.
تیم آلمان نتوانست به‌طور مستقیم به جام جهانی فوتبال زنان ۱۹۹۹ در کشور آمریکا راه پیدا کند؛ اما در مرحله حذفی (پلی‌آف) با شکست دادن اوکراین به جام جهانی صعود کرد. آلمان بازی‌های جام جهانی را با تساوی در مقابل ایتالیا و برد مکزیک با نتیجهٔ ۶–۰ آغاز کرد. تیم ملی زنان آلمان در آخرین بازی گروهی خود مقابل برزیل با دریافت گل تساوی در آخرین دقایق بازی، این دیدار را با نتیجهٔ ۳–۳ به اتمام رساند و موفق نشد به عنوان تیم اول صعود کند و به همین علت می‌بایست با تیم میزبان در یک‌چهارم نهایی روبرو می‌شد. تیم آلمان در حضور ۵۴٬۶۴۲ نفر تماشاگر در ورزشگاه فدکس‌فیلد که در میان آن‌ها بیل کلینتون نیز حضور داشت، به زمین رفت که این میزان جمعیت بیشترین تعداد تماشاچی بود که این تیم تا به حال در مقابل آن‌ها بازی کرده بود. با وجود اینکه آن‌ها در بازی دو بار از حریف خود پیش افتادند اما این دیدار را با نتیجهٔ ۲–۳ به آمریکا واگذار کردند و تیم زنان آمریکا در نهایت قهرمان شد.
تیم فوتبال زنان آلمان در المپیک ۲۰۰۰ سیدنی حضور داشت و در هر سه بازی خود را در مقابل استرالیا، برزیل و سوئد پیروز شد. آلمان در دیدار نیمه‌نهایی مقابل نروژ پرقدرت ظاهر شد، اما با گل‌به‌خودی تینا ووندرلیش در دقیقه ۸۰، نتیجه را ۰–۱ واگذار کرد. آن‌ها در دیدار رده‌بندی برزیل را با گل‌های رناته لینگور و بیرگیت پرینتس با نتیجه ۲–۰ شکست دادند و به مدال برنز دست یافتند. این اولین مدال المپیک برای فوتبال آلمان پس از سال ۱۹۸۸ بود که تیم مردان در آن زمان به مدال برنز دست یافته بودند.
آلمان در سال ۲۰۰۱، میزبان مسابقات فوتبال زنان اروپا شد. این تیم با برد مقابل سوئد، روسیه و انگلیس در مرحلهٔ گروهی و همچنین شکست ۱–۰ نروژ با یک ضربهٔ سر شیرجه‌ای زاندرا اسمیزک در دیدار نیمه‌نهایی موفق شد به فینال راه یابد. تیم آلمان در ۷ ژوئیه ۲۰۰۱ دراولم به مصاف سوئد رفت که این بازی در هوای بارانی، پس از ۹۰ دقیقه بدون گل پایان یافت و بازی، به وقت اضافه کشیده شد. کلاودیا مولر گل طلایی این بازی را برای آلمان به ثمر رساند و این تیم پنجمین عنوان قهرمانی خود را به‌دست آورد.

### ۲۰۰۳ تاکنون: دو قهرمانی پیاپی در جام جهانی و اولین قهرمانی در المپیک

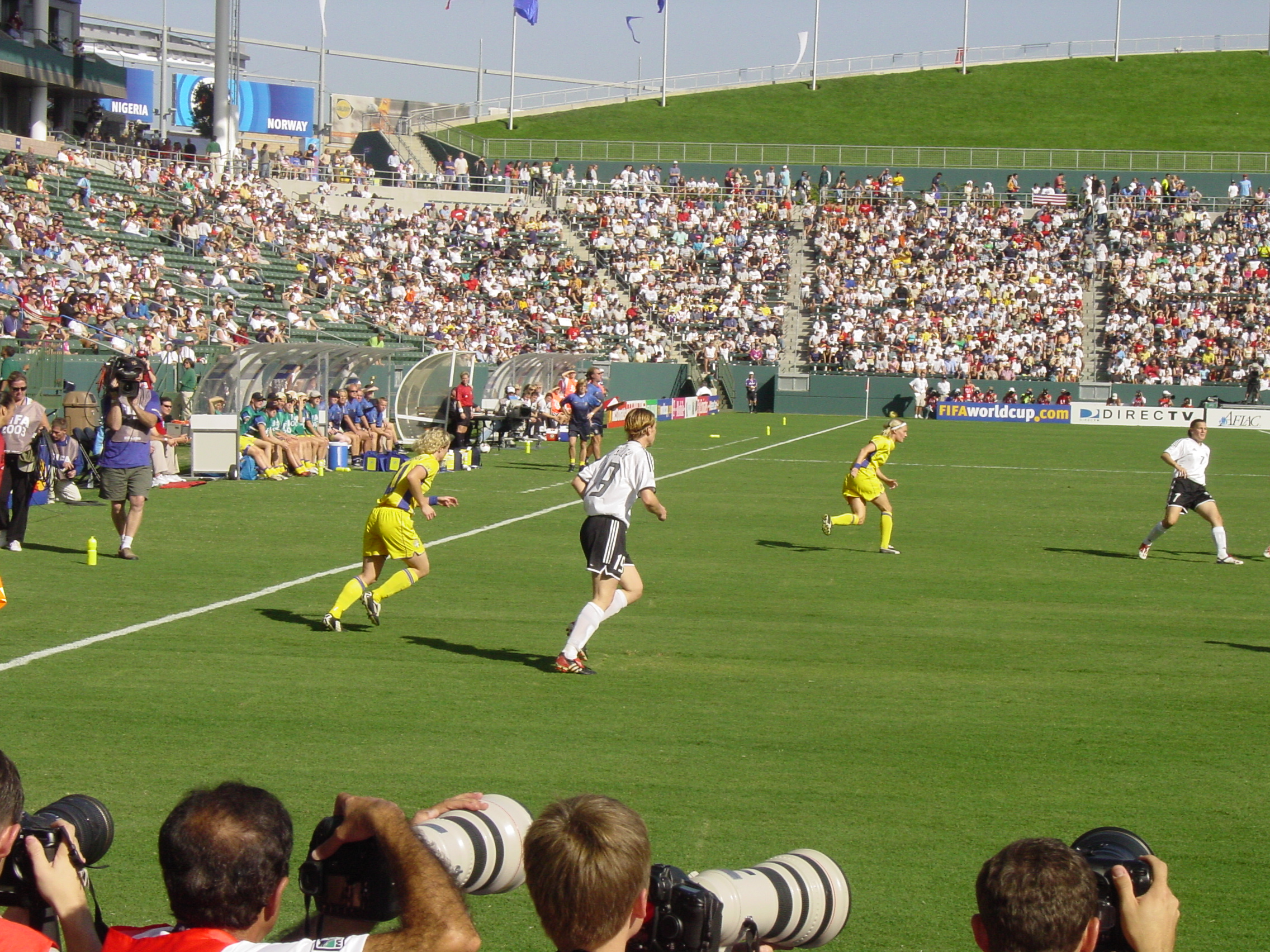
تیم آلمان در حال بازی با تیم ملی فوتبال زنان سوئد در فینال جام جهانی فوتبال زنان ۲۰۰۳.

تیم ملی فوتبال زنان آلمان در جام جهانی فوتبال زنان ۲۰۰۳ در کشور ایالات متحده آمریکا با کانادا، ژاپن و آرژانتین هم‌گروه شد و پس از پیروزی در هر سه بازی گروهی خود تیم روسیه را در یک‌چهارم نهایی با نتیجهٔ ۷–۱ شکست داد. آلمان بار دیگر رو در روی تیم ملی آمریکا قرار گرفت. کرستین گرفریکس پس از گذشت ۱۵ دقیقه گل زد و دروازه‌بان آلمان زیلکه روتنبرگ چندین موقعیت گلزنی را از حریف گرفت. در وقت‌های تلف‌شدهٔ بازی، مرن ماینارت و بیرگیت پرینتس پیروزی ۳–۰ آلمان را رقم زدند. آلمان در فینال جام جهانی در ۱۲ اکتبر ۲۰۰۳ در لس آنجلس مقابل تیم سوئد قرار گرفت. سوئدی‌ها در ابتدای بازی از حریف خود پیش افتادند؛ اما پس از مدت کوتاهی از شروع نیمهٔ دوم، مرن ماینارت نتیجه را مساوی کرد و بازی به وقت اضافه کشیده شد. در نهایت، نیا کانزر با یک ضربهٔ سر گل طلایی و پیروزی‌بخش آلمان را در دقیقهٔ ۹۸ به ثمر رساند و تیم زنان آلمان را برای اولین بار به عنوان قهرمانی جهان رساند. بیرگیت پرینتس به عنوان بهترین بازیکن و بهترین گلزن این رقابت‌ها شناخته شد.
تیم آلمان در المپیک ۲۰۰۴ آتن با برد مقابل چین و مکزیک، کار خود را در مرحله گروهی به عنوان سرگروه به پایان رساند. آن‌ها نیجریه را در یک‌چهارم نهایی با نتیجهٔ ۲–۱ شکست دادند، اما در نیمه‌نهایی مقابل آمریکا نتیجه را پس از گذشت وقت‌های اضافه ۱–۲ واگذار کردند. در دیدار رده‌بندی آلمان موفق شد با گل رناته لینگور دومین مدال برنز المپیک را به‌دست‌آورد و کار خود را به عنوان تیم سوم به پایان برساند.
در مسابقات فوتبال زنان اروپا ۲۰۰۵ که در کشور انگلستان برگزار می‌شد، آلمان توانست با پیروزی مقابل تیم‌های نروژ، ایتالیا و فرانسه در دور اول، به نیمه‌نهایی صعود کند
و در نیمه نهایی فنلاند را با نتیجهٔ ۴–۱ شکست دهد. در ۱۹ ژوئن ۲۰۰۵ آلمان برای بار سوم در فینال مسابقات فوتبال زنان اروپا مقابل تیم نروژ قرار گرفت و موفق شد با گلزنی اینکا گرینگز، رناته لینگور و بیرگیت پرینتس با نتیجهٔ ۳–۱ پیروز این بازی شود و ششمین عنوان اروپایی خود را به دست آورد. پس از این تورنمنت، تینا توینه سرمربی این تیم کنار رفت و دستیار او زیلویا ناید سرمربیگری این تیم را بر عهده گرفت.

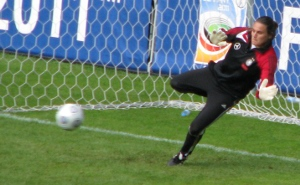
نادین آنگرر یک پنالتی را در فینال جام جهانی فوتبال زنان ۲۰۰۷ مهار کرد. (تصویر مربوط به مهار پنالتی)

آلمان با در دست داشتن عنوان قهرمانی جهان، بازی افتتاحیهٔ جام جهانی فوتبال زنان ۲۰۰۷ در کشور چین را مقابل آرژانتین برگزار کرد که با برتری ۱۱–۰ آلمان به پایان رسید. پس از تساوی بدون گل مقابل انگلستان و برد ۲–۰ مقابل ژاپن، تیم آلمان کره شمالی را در یک‌چهارم نهایی با نتیجهٔ ۳–۰ شکست داد و با نتیجه‌ای مشابه مقابل نروژ در دیدار نیمه‌نهایی به پیروزی رسید که گل‌های این بازی را کرستین اشتیگمان، مارتینا مولر و یک گل به خودی از بازیکنان نروژ به ثمر رساندند. در ۳۰ سپتامبر ۲۰۰۷ در شهر شانگهای، آلمان به مصاف تیم برزیل رفت. در دقایق نخست نیمهٔ دوم، بیرگیت پرینتس تیم آلمان را از حریف خود پیش انداخت و دروازه‌بان نادین آنگرر پنالتی مارتا را مهار کرد. سیمونه لاودر در دقیقهٔ ۸۶ برای آلمان گلزنی کرد و موجب پیروزی ۲–۰ آلمان شد. تیم ملی زنان آلمان، اولین تیم در تاریخ جام جهانی فوتبال هر دو ردهٔ زنان و مردان بود که بدون دریافت هیچ گلی قهرمان جام جهانی شد و همچنین اولین تیم فوتبال زنان بود که از عنوان قهرمانی خود دفاع کرد. بیرگیت پرینتس با ۱۴ گل زده برترین گلزن این تورنمنت شناخته شد.
در بازی افتتاحیهٔ المپیک ۲۰۰۸ پکن به مانند فینال جام جهانی ۲۰۰۷، آلمان مقابل برزیل قرار گرفت و به تساوی ۰–۰ رضایت داد. پس از آن آلمان تیم‌های نیجریه و کره شمالی را شکست داد و موفق شد به یک چهارم نهایی صعود کند و سوئد را در آن دیدار با نتیجهٔ ۲–۰ در وقت‌های اضافه شکست دهد. در نیمه‌نهایی تیم زنان آلمان بار دیگر مقابل برزیل قرار گرفت. بیرگیت پرینتس در دقیقهٔ دهم این بازی موفق به گلزنی شد، اما تیم آلمان این بازی را پس از سه ضد حمله از برزیل در نیمهٔ دوم با نتیجهٔ ۱–۴ واگذار کرد. آلمان در دیدار رده‌بندی ژاپن را با نتیجهٔ ۲–۰ شکست داد تا به مدال برنز دست یابد. هر دو گل این بازی را فاتمیر بایرامای به ثمر رساند. سومین شکست پیاپی آلمان در نیمه‌نهایی از دیدگاه بازیکنان و رسانه‌های آلمان ناامیدکننده بود و عملکرد این تیم و سرمربی آن، زیلویا ناید، در رسانه‌ها شدیداً مورد انتقاد قرار گرفت.
آلمان برای مسابقات فوتبال زنان اروپا ۲۰۰۹ در کشور فنلاند انتخاب شد و تمامی بازی‌های خود را با پیروزی و ۳۸ گل زده به پایان رساند.
آن‌ها در مرحلهٔ گروهی تیم‌های نروژ، فرانسه و ایسلند را شکست دادند و به یک‌چهارم نهایی صعود کردند. در دیدار یک چهارم نهایی ایتالیا را ۲–۰ مغلوب کردند و در دیدار نیمه‌نهایی نروژ را با نتیجهٔ ۳–۱ شکست دادند. در ۱۰ سپتامبر ۲۰۰۹، آلمان تیم انگلستان را ۶–۲ شکست داد تا به هفتمین عنوان قهرمانی اروپایی خود دست یابد. بیرگیت پرینتس و اینکا گرینگز هر یک دو گل زدند و ملانی بیرینگر و کیم کولیگ نیز هر یک موفق به زدن یک گل شدند. گرینگز موفق شد عنوان برترین گلزن را از سال ۲۰۰۵ حفظ و آن را تکرار کند. این در حالی بود که تیم آلمان نوار بردهای خود در مسابقات فوتبال زنان اروپا را به ۱۹ مسابقه از سال ۱۹۹۷ رساند.

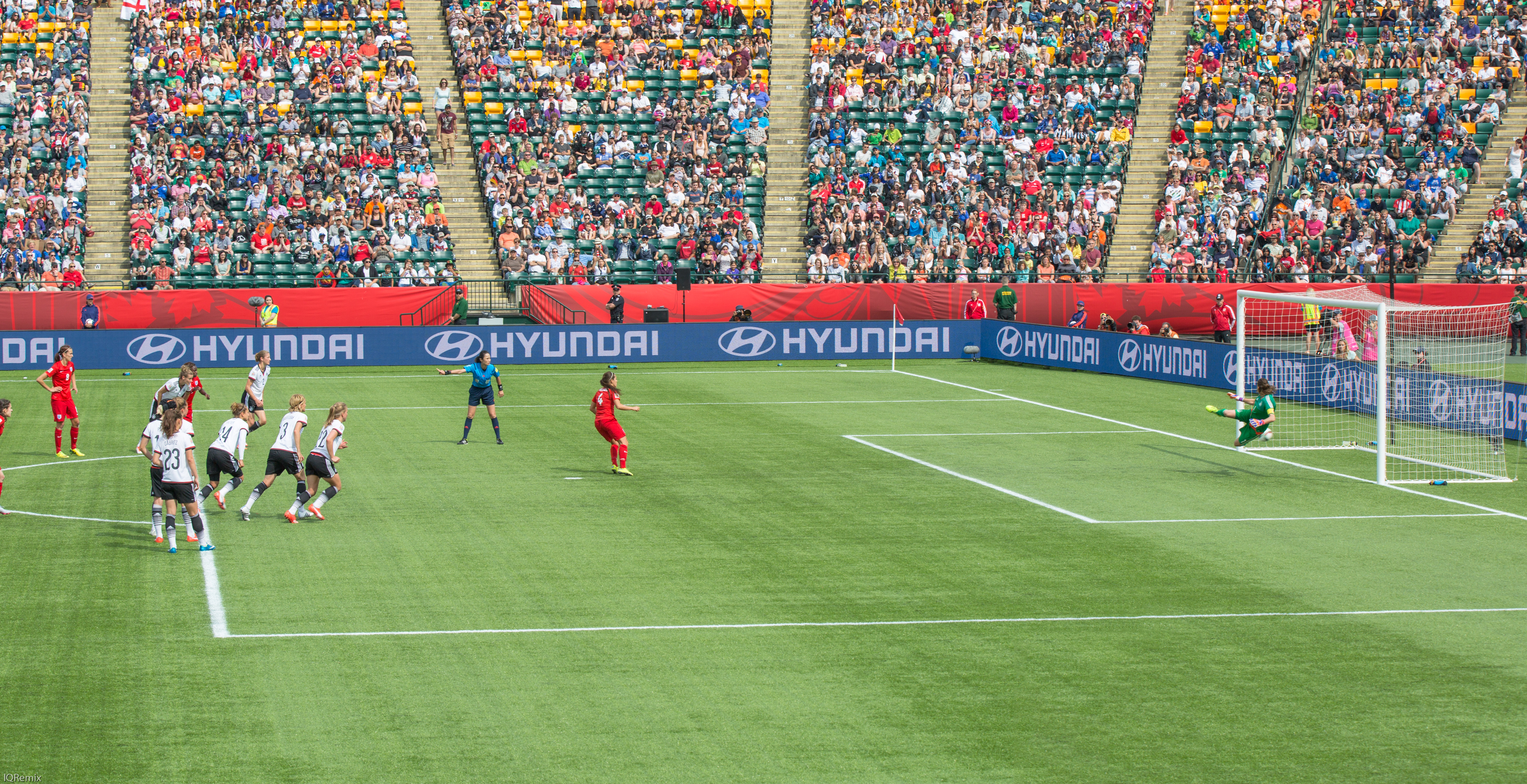
فارا ویلیامز با زدن یک ضربه پنالتیِ خلاف جهت، آرام و دور از دستان نادین آنگرر در جام جهانی فوتبال زنان ۲۰۱۵ باعث شد آلمان برای اولین بار به انگلستان ببازد.

در سال ۲۰۱۱ آلمان میزبان جام جهانی بود. تیم ملی فوتبال آلمان ۳ بازی خود را در مرحلهٔ گروهی در مقابل تیم‌های کانادا، فرانسه و نیجریه با پیروزی پشت سر گذاشت. در یک‌چهارم نهایی ژاپن با گل کارینا مارویاما تیم آلمان را شکست داد که بدین ترتیب نوار شانزده بازی بدون باخت آن‌ها در جام جهانی پاره شد. در نتیجه آلمان در جمع دو تیم برتر یوفا قرار نگرفت و از راه یافتن به المپیک ۲۰۱۲ بازماند.
در مسابقات فوتبال زنان اروپا ۲۰۱۳ در کشور سوئد، آلمان‌ها با پیروزی ۱–۰ مقابل نروژ ششمین عنوان قاره‌ای متوالی خود را پس از سال ۱۹۹۳ به‌دست آوردند.
دروازه‌بان نادین آنگرر که موفق به مهار دو پنالتی در فینال شده بود، به عنوان بهترین بازیکن این مسابقات شناخته شد.
در جام جهانی فوتبال زنان ۲۰۱۵ در کشور کانادا، آلمان دوباره در میان چهار تیم برتر قرار گرفت.
تیم آلمان در سال ۲۰۱۵ در مرحله گروهی بازی‌های جام جهانی فوتبال زنان با تیمهای نروژ، تایلند و ساحل عاج هم گروه بود. اولین بازی این تیم در ۷ ژوئن ۲۰۱۵ و در مقابل تیم ساحل عاج بود که زنان آلمان این بازی را با نتیجهٔ ۱۰–۰ بردند. دومین بازی آن‌ها در ۱۱ ژوئن بود که در برابر تیم ملی فوتبال زنان نروژ قرار گرفتند. این بازی با تساوی ۱–۱ به پایان رسید. سومین بازی این تیم در ۱۵ ژوئن بود که آن‌ها موفق شدند تیم تایلند را با نتیجهٔ ۴–۰ شکست دهند. در پایان بازی‌های گروهی، تیم آلمان با سه برد، ۷ امتیاز و تفاضل گل ۱۴+ به عنوان تیم صدرنشین به مرحلهٔ حذفی رقابت‌ها صعود کرد. در مرحلهٔ یک چهارم نهایی، آن‌ها در مقابل تیم فرانسه قرار گرفتند و گل اول بازی را لوییزا نسیب برای فرانسه در دقیقهٔ ۶۴ بازی به ثمر رساند. پس از آن گل تساوی را زیلیا ششیچ در دقیقهٔ ۸۴ وارد دروازه تیم فرانسه کرد تا بازی به وقت‌های اضافه کشیده شود. در پایان وقت‌های اضافه، دو تیم کار را با نتیجه ۱–۱ به پایان رساندند تا ضربات پنالتی نتیجه بازی را مشخص کند. در ضربات پنالتی تیم آلمان موفق شد با نتیجه ۵–۴ از سد فرانسه بگذرد.
آن‌ها در دیدار نیمه‌نهایی در مقابل آمریکا قرار گرفتند و زیلیا ششیچ که بهترین بازیکن این رقابت‌ها نیز شد، ضربهٔ پنالتی را از دست داد. پس از آن کارلی لوید و کلی اوهارا گلزنی کردند تا آمریکا این بازی را پیروز شود. در دیدار رده‌بندی آلمانی‌ها برای اولین بار و پس از ۲۱ مسابقه به تیم انگلستان باختند. فارا ویلیامز گل پیروزی انگلیس را در وقت اضافه و از روی نقطهٔ پنالتی به ثمر رساند. تیم آلمان با قرار گرفتن در ردهٔ چهارم به کار خود در این دوره از مسابقات پایان داد.
تیم زنان آلمان در المپیک ۲۰۱۶ ریو در اولین بازی خود در مرحلهٔ گروهی در مقابل تیم زیمبابوه قرار گرفت که موفق شد این بازی را با پیروزی ۶–۱ پشت سر بگذارد. آن‌ها در دومین بازی خود در مرحلهٔ گروهی با تیم زنان استرالیا بازی کردند که این دیدار با تساوی ۲–۲ به پایان رسید. بازی بعدی آن‌ها در مقابل تیم کانادا بود که این دیدار را با نتیجهٔ ۱–۲ به این تیم واگذار کردند تا تیم آلمان با مجموع چهار امتیاز و تفاضل گل ۴+ به عنوان تیم دوم گروه خود به مرحلهٔ بعدی برود. تیم آلمان در تاریخ ۱۲ اوت ۲۰۱۶ در مرحلهٔ حذفی و در بازی یک چهارم نهایی مقابل چین قرار گرفت و موفق شد این تیم را با تک گل ملانی بیرینگر در دقیقهٔ ۷۶ بازی با نتیجهٔ ۱–۰ شکست دهد و بدین ترتیب به نیمه‌نهایی این مسابقات رفت.

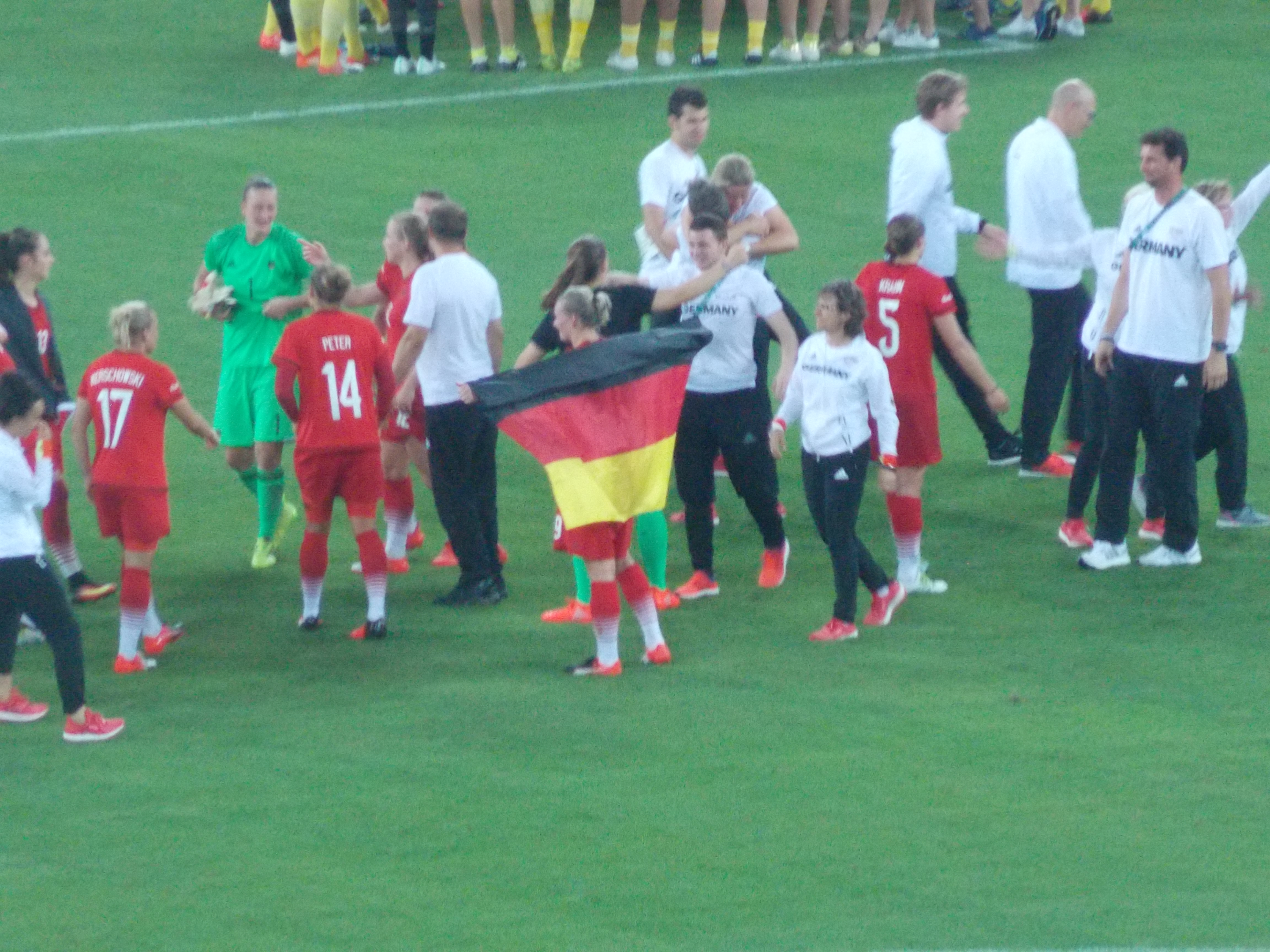
بازیکنان آلمان در فینال المپیک ۲۰۱۶ با پرچم آلمان.

آلمان در دیدار نیمه‌نهایی بار دیگر در برابر تیم کانادا قرار گرفت و موفق شد این تیم را با گل‌های ملانی بیرینگر در دقیقهٔ ۲۱ و سارا دیبریتز در دقیقهٔ ۶۰ با نتیجهٔ ۲–۰ شکست دهد و به فینال این رقابت‌ها راه یابد. در دیدار نهایی که در تاریخ ۱۹ اوت ۲۰۱۶ انجام شد تیم زنان آلمان با سوئد بازی کرد. در ابتدا آلمان موفق شد اولین گل دیدار را توسط جنیفر ماروشسان در دقیقهٔ ۴۸ به ثمر برساند. پس از آن دومین گل آلمان توسط بازیکن خودی تیم سوئد لیندا سمبرنت و در دقیقهٔ ۶۲ به ثمر رسید. استینا بلکستنیوس تنها گل تیم سوئد را در دقیقهٔ ۶۷ وارد دروازهٔ آلمان کرد تا تیم آلمان این دیدار را با نتیجهٔ ۲–۱ به پایان برساند و قهرمان المپیک ۲۰۱۶ شود. این اولین قهرمانی تیم فوتبال زنان آلمان در رقابت‌های المپیک بود.
در جام جهانی فوتبال زنان ۲۰۱۹، آلمان در گروه بی هماورد چین، آفریقای جنوبی و اسپانیا شد. با پیروزی در هر سه بازی گروهی به عنوان صدرنشین راهی مرحله حذفی جام شدند و نیجریه را در مرحله یک‌هشتم نهایی شکست دادند. در یک‌چهارم نهایی توسط سوئد حذف شدند که اولین شکست آنها برابر سوئد در طی ۲۴ سال بود و تنها گل‌های خود را در این مسابقات دریافت کردند. با حذف در این مرحله، آلمان از صعود به مسابقات فوتبال المپیک ۲۰۲۰ توکیو باز ماند.

## پیشینهٔ مسابقات و رده‌بندی جهانی

### جام جهانی
تیم ملی فوتبال زنان آلمان یکی از موفق‌ترین تیم‌های ملی در جام جهانی فوتبال زنان است که دو بار عنوان قهرمانی این رقابت‌ها را به‌دست آورده و یک بار نیز نایب قهرمان این رقابت‌ها شده‌است. تیم آلمان قهرمانی‌های خود را در سال‌های ۲۰۰۳ و ۲۰۰۷ به‌دست آورده‌است. این تیم در اولین حضور خود در جام جهانی ۱۹۹۱ موفق به کسب ردهٔ چهارم این مسابقات شد. در سال ۱۹۹۵ آن‌ها به فینال جام جهانی راه پیدا کردند اما مقابل نروژ مغلوب شدند. بدترین نتیجهٔ آن‌ها در جام جهانی در سال‌های ۱۹۹۹ مقابل تیم آمریکا و ۲۰۱۱ مقابل ژاپن بوده‌است که هر دو باعث حذف آلمان در یک چهارم نهایی شده‌اند. در مجموع تیم آلمان تا به حال سه بار موفق به حضور در فینال و پنج بار حضور در نیمه‌نهایی جام جهانی زنان شده‌است. آن‌ها در تمامی دوره‌های جام جهانی زنان حضور داشته‌اند و دارای رکورد ۲۶–۵–۸ (برد-مساوی-باخت) هستند.
| سال   | نتیجه          | بازی | برد | تساوی* | باخت | گل زده | گل خورده |
| ----- | -------------- | ---- | --- | ------ | ---- | ------ | -------- |
| ۱۹۹۱  | مقام چهارم     | ۶    | ۴   | ۰      | ۲    | ۱۳     | ۱۰       |
| ۱۹۹۵  | نایب قهرمان    | ۶    | ۴   | ۰      | ۲    | ۱۳     | ۶        |
| ۱۹۹۹  | یک چهارم نهایی | ۴    | ۱   | ۲      | ۱    | ۱۲     | ۷        |
| ۲۰۰۳  | قهرمان         | ۶    | ۶   | ۰      | ۰    | ۲۵     | ۴        |
| ۲۰۰۷  | قهرمان         | ۶    | ۵   | ۱      | ۰    | ۲۱     | ۰        |
| ۲۰۱۱  | مقام چهارم     | ۴    | ۳   | ۰      | ۱    | ۷      | ۴        |
| ۲۰۱۵  | مقام چهارم     | ۷    | ۳   | ۲      | ۲    | ۲۰     | ۶        |
| ۲۰۱۹  | یک چهارم نهایی | ۵    | ۴   | ۰      | ۱    | ۱۰     | ۲        |
| مجموع | ۸/۸            | ۴۴   | ۳۰  | ۵*     | ۹    | ۱۲۱    | ۳۹       |

*تساوی‌ها با احتساب ضربات پنالتی است.
** پس‌زمینهٔ طلایی نشانگر قهرمانی در تورنومنت است.
***حاشیهٔ قرمز اشاره به برگزاری میزبانی در خانه است.

### بازی‌های المپیک

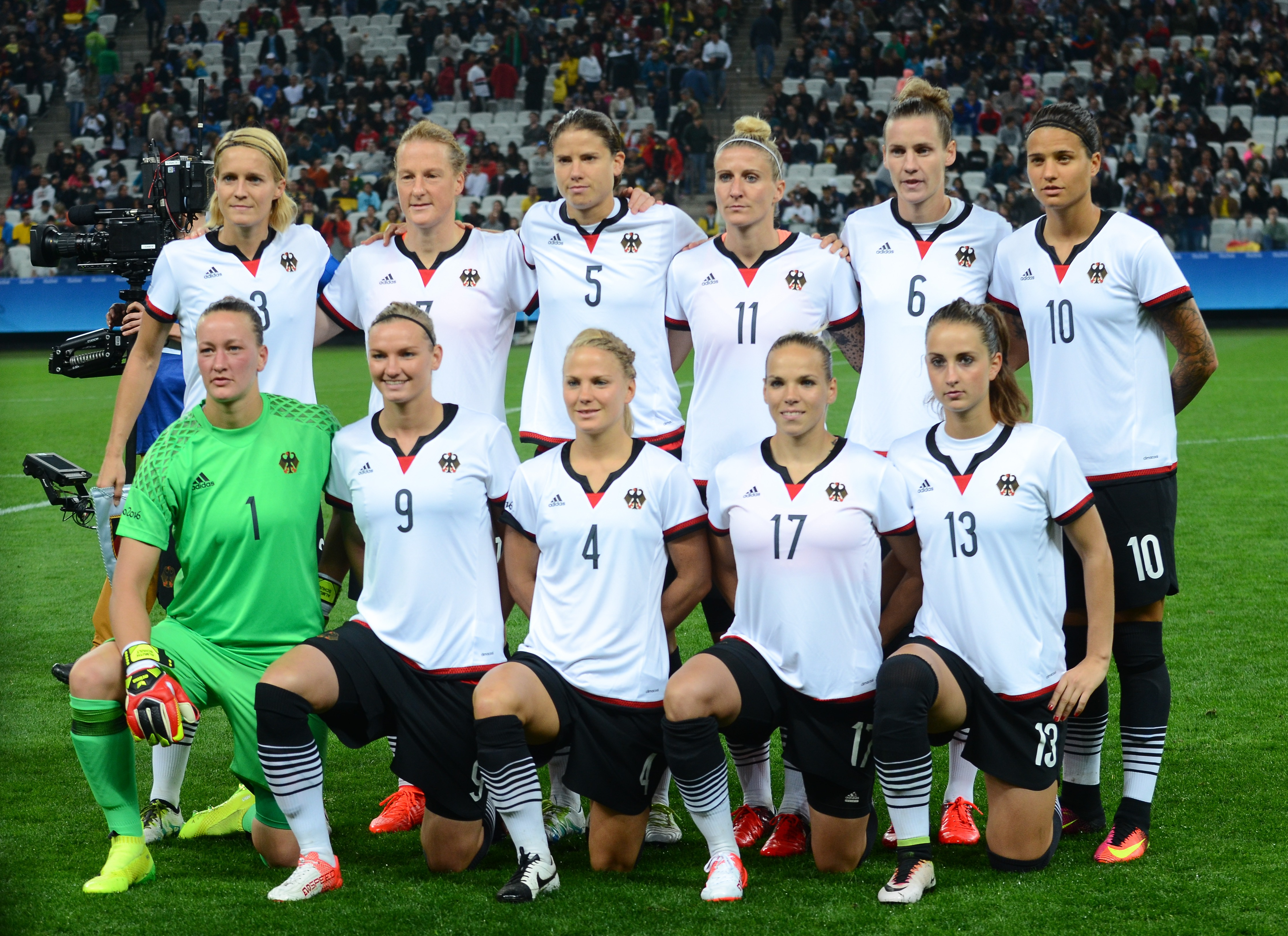
تیم ملی فوتبال زنان آلمان پیش از بازی با تیم زیمبابوه در المپیک ۲۰۱۶.

قهرمانی المپیک تنها عنوان بین‌المللی بود که تیم ملی فوتبال زنان آلمان تا سال ۲۰۱۶ نتوانسته بود به آن دست پیدا کند. فوتبال زنان برای اولین بار در سال ۱۹۹۶ در بازی‌های المپیک آغاز به کار کرد و بتینا ویگمن اولین گل المپیکی تیم زنان آلمان را در اولین بازی آن‌ها در این مسابقات در مقابل تیم ژاپن در دقیقهٔ ۵ این دیدار به ثمر رساند؛ با وجود این، تیم آلمان از صعود به مرحلهٔ حذفی بازماند و در مرحلهٔ گروهی از دور رقابت‌ها کنار رفت. چهار سال پس از آن تیم آلمان موفق شد مدال برنز فوتبال بازی‌های المپیک ۲۰۰۰ را به‌دست آورد. آن‌ها این عنوان را در المپیک‌های ۲۰۰۴ و ۲۰۰۸ نیز تکرار کردند.
تیم فوتبال زنان آلمان تا سال ۲۰۰۸ موفق به حضور در تمامی دوره‌های المپیک شده بود. اما آن‌ها به خاطر استفادهٔ یوفا از نتایج جام جهانی ۲۰۱۱ برای صعود و با توجه به اینکه آلمان در آن مسابقات پایین‌تر از تیم‌های فرانسه و سوئد قرار گرفت از حضور در المپیک ۲۰۱۲ بازماندند.
تیم ملی فوتبال زنان آلمان تیم سوئد را در فینال المپیک ریو ۲۰۱۶ شکست داد تا اولین مدال طلای تاریخ خود را در رقابت‌های المپیک به‌دست آورد.
| سال   | نتیجه      | بازی       | برد        | تساوی      | باخت       | گل زده     | گل خورده   |
| ----- | ---------- | ---------- | ---------- | ---------- | ---------- | ---------- | ---------- |
| ۱۹۹۶  | دور اول    | ۳          | ۱          | ۱          | ۱          | ۶          | ۷          |
| ۲۰۰۰  | مقام سوم   | ۵          | ۴          | ۰          | ۱          | ۸          | ۲          |
| ۲۰۰۴  | مقام سوم   | ۵          | ۴          | ۰          | ۱          | ۱۴         | ۳          |
| ۲۰۰۸  | مقام سوم   | ۶          | ۴          | ۱          | ۱          | ۷          | ۴          |
| ۲۰۱۲  | انتخاب نشد | انتخاب نشد | انتخاب نشد | انتخاب نشد | انتخاب نشد | انتخاب نشد | انتخاب نشد |
| ۲۰۱۶  | قهرمان     | ۶          | ۴          | ۱          | ۱          | ۱۴         | ۶          |
| ۲۰۲۰  | صعود نکرد. | صعود نکرد. | صعود نکرد. | صعود نکرد. | صعود نکرد. | صعود نکرد. | صعود نکرد. |
| مجموع | ۵/۷        | ۲۵         | ۱۷         | ۳          | ۵          | ۴۹         | ۲۱         |

### جام آلگاروه

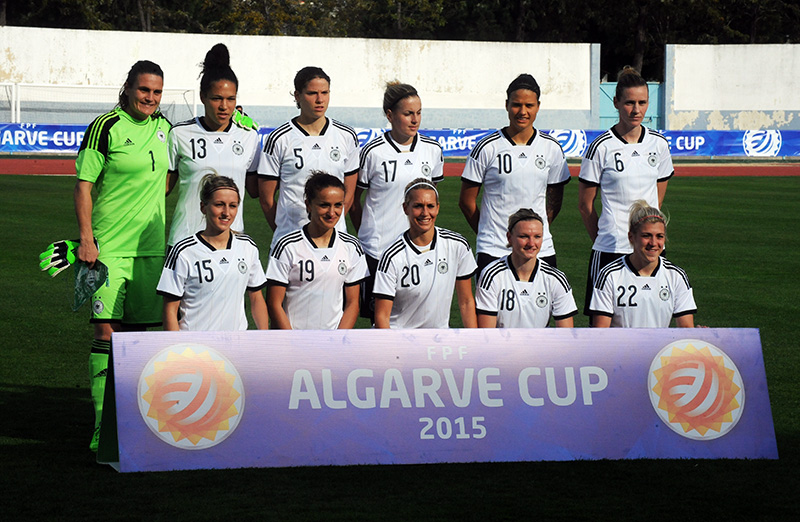
تیم ملی زنان آلمان پیش از بازی با تیم چین در آلگاروه ۲۰۱۵

تیم ملی فوتبال زنان آلمان در ۱۱ دورهٔ جام معتبر آلگاروه که هر ساله در ماه مارس و در ساحل جنوبی کشور پرتغال انجام می‌شود، شرکت کرده‌است. سال ۲۰۰۲ اولین دوره‌ای بود که زنان آلمان در جام آلگاروه حضور پیدا کرد. این تیم در سال ۲۰۰۶ اولین عنوان قهرمانی خود را در این جام به‌دست آورد. در سال ۲۰۰۸ و در بازی افتتاحیه نتیجه را ۱–۰ به تیم دانمارک واگذار کرد. این اولین باخت آلمان پس از نوار ۱۵ بازی بدون شکست و اولین گل خورده پس از ۹ کلین شیت بود. آلمان در بازی‌های دوم و سوم خود موفق شد تیم فنلاند را ۰–۳ و تیم سوئد را ۰–۲ شکست دهد و در مسابقهٔ رده‌بندی مقابل تیم نروژ قرار بگیرد و نتیجه را ۲–۰ به این تیم واگذار کرد، که این نتیجه باعث شد ۱۰۲۲ دقیقه بسته بودن دروازهٔ نادین آنگرر دروازه‌بان آلمان پایان یابد. در اولین بازی نادین آنگرر درون دروازه نبود. در سال ۲۰۰۹ تیم فوتبال زنان آلمان با به‌دست آوردن ۲ برد مقابل فنلاند و چین و دو باخت در مقابل سوئد و دانمارک در ردهٔ چهارم قرار گرفت. در سال ۲۰۱۰ یکبار دیگر با سه برد و بدون گل خورده در مقابل دانمارک، فنلاند و چین در مرحله گروهی به فینال رسید. در مسابقهٔ فینال تیم آلمان ۳–۲ به تیم آمریکا باخت. اینکا گرینگز اولین گلزن آلمانی برتر این تورنومنت شد. در سال ۲۰۱۱ از آنجایی که بوندس لیگا تا ۱۳ مارس ۲۰۱۱ در حال برگزاری بود و پس از آن نیاز به آماده کردن تیم برای جام جهانی بود، فدراسیون فوتبال آلمان تصمیم گرفت که در جام آلگاروه ۲۰۱۱ شرکت نکند. در سال ۲۰۱۲ زنان آلمان دومین عنوان قهرمانی خود را در جام آلگاروه به دست آوردند. آن‌ها در فینال ژاپن را با نتیجهٔ ۳–۴ شکست دادند. زیلیا ششیچ که در مرحلهٔ گروهی یک گل به سوئد زده بود، در این بازی نیز به تنهایی سه گل را برای تیم آلمان به ثمر رساند. او با شش گلی که در این تورنومنت به ثمر رساند گلزن برتر این مسابقات شد. در سال ۲۰۱۳ آلمان یک بار دیگر به فینال این رقابت‌ها رسید اما با نتیجهٔ ۲–۰ به آمریکا باخت. این نتیجه منجر به قطع زنجیرهٔ شکست‌ناپذیری آلمان (۲۲ بازی) شد. در سال ۲۰۱۴ فدراسیون فوتبال آلمان دعوت برای حضور در تورنومنت را قبول کرد. با گرفتن امتیاز در مرحلهٔ گروهی با اولین بازی‌های خود در مقابل ایسلند و چین به پیروزی رسید.
و پس از آن با بازی در مقابل نروژ و پیروزی ۱–۳ به فینال راه یافت و ژاپن را با نتیجهٔ ۰–۳ شکست داد تا برای سومین بار قهرمان این رقابت‌ها شود.
در سال ۲۰۱۵ تیم آلمان اولین بازی خود را مقابل سوئد آغاز کرد. آلمان‌ها پس از خوردن ۲ گل در ۳ دقیقهٔ ابتدایی بازی، نظم تیمی خود را از دست دادند تا بازی با نتیجه ۴–۲ به نفع سوئد پایان یابد. پس از آن آلمان بازی‌های خود را مقابل چین و برزیل با پیروزی پشت سر گذاشت و به دیدار رده‌بندی رسید و بار دیگر مقابل تیم سوئد قرار گرفت تا با پیروزی ۱–۲ مقابل زنان سوئد عنوان سومی این رقابت‌ها را از آن خود کند. در سال ۲۰۱۶ تیم آلمان همچون تیم‌های دیگری نظیر آمریکا، انگلستان و فرانسه در جام آلگاروه ۲۰۱۶ شرکت نکرد و به جای آن از ابتدای ماه مارس در جام شیبیلیوز که یک تورنومنت دعوتی چهارجانبه است شرکت کرد و نایب قهرمان شد.

### جام ملت‌های اروپا
آلمان موفق به حضور در دو دورهٔ ابتدایی مسابقات زنان جام یوفا در سال‌های ۱۹۸۴ و ۱۹۸۷ نشده‌است. از سال ۱۹۸۹ تیم آلمان در تمامی دوره‌های این تورنومنت حضور داشته و رکورد ۸ قهرمانی در این مسابقات را به‌دست آورده‌است. تیم زنان آلمان ۶ دورهٔ اخیر این رقابت‌ها را به‌طور پیاپی با عنوان قهرمانی و کسب نتایج ۳۲–۵–۲ (برد–تساوی–باخت) پشت سر گذاشته‌است. بدترین نتیجه‌ای که این تیم تا به حال در جام ملت‌های اروپا به‌دست آورده مقام پنجمی در سال ۲۰۱۷ بوده‌است.
| سال      | نتیجه          | بازی | برد | تساوی* | باخت | گل زده | گل خورده |
| -------- | -------------- | ---- | --- | ------ | ---- | ------ | -------- |
| ****۱۹۸۴ | صعود نکرد      | –    | –   | –      | –    | –      | –        |
| ۱۹۸۷     | صعود نکرد      | –    | –   | –      | –    | –      | –        |
| ۱۹۸۹     | قهرمان         | ۳    | ۲   | ۱      | ۰    | ۸      | ۳        |
| ۱۹۹۱     | قهرمان         | ۳    | ۳   | ۰      | ۰    | ۱۲     | ۲        |
| ۱۹۹۳     | مقام چهارم     | ۳    | ۱   | ۱      | ۱    | ۹      | ۴        |
| ۱۹۹۵     | قهرمان         | ۳    | ۳   | ۰      | ۰    | ۱۴     | ۴        |
| ۱۹۹۷     | قهرمان         | ۵    | ۳   | ۲      | ۰    | ۶      | ۱        |
| ۲۰۰۱     | قهرمان         | ۵    | ۵   | ۰      | ۰    | ۱۳     | ۱        |
| ۲۰۰۵     | قهرمان         | ۵    | ۵   | ۰      | ۰    | ۱۵     | ۲        |
| ۲۰۰۹     | قهرمان         | ۶    | ۶   | ۰      | ۰    | ۲۱     | ۵        |
| ۲۰۱۳     | قهرمان         | ۶    | ۴   | ۱      | ۱    | ۶      | ۱        |
| ۲۰۱۷     | یک چهارم نهایی | ۴    | ۲   | ۱      | ۱    | ۵      | ۳        |
| مجموع    | ۱۰/۱۲          | ۴۳   | ۳۴  | *۶     | ۳    | ۹۳     | ۲۴       |

*تساوی‌ها با احتساب ضربات پنالتی است.
**پس‌زمینهٔ طلایی نشانگر قهرمانی در تورنومنت است.
***حاشیهٔ قرمز اشاره به برگزاری میزبانی در خانه است.
****نبود پرچم اشاره به نبود کشور میزبان دارد؛ مسابقات به صورت رفت و برگشتی حذفی بوده‌است (به استثنای فینال ۱۹۹۵).

### مسابقات چهار کشور
تیم فوتبال زنان آلمان تاکنون چهار بار در مسابقات چهار کشور که معمولاً در اوایل ژانویه و در کشور چین برگزار می‌شود شرکت داشته‌است. در سال ۲۰۰۲ آن‌ها نایب‌قهرمان این مسابقات شدند. در سال‌های ۲۰۰۳ و ۲۰۰۵ و ۲۰۰۷ این تیم جایگاه سوم را از آن خود کرد. پس از سال ۲۰۰۷ آلمان در این مسابقات شرکت نکرده‌است.

### رده‌بندی فیفا برای تیم‌های ملی فوتبال زنان
تیم ملی زنان آلمان همواره از سال ۲۰۰۳ تا سال ۲۰۱۶ بین رده‌های ۱ تا ۳ جدول فیفا در نوسان بوده‌است.
- نمودار بالا بر مبنای داده‌های فصلی فیفا است که آخرین داده‌ها مربوط به تاریخ ۲۲ ژوئن ۲۰۱۸ است.[۱۴۴]

## مربیان

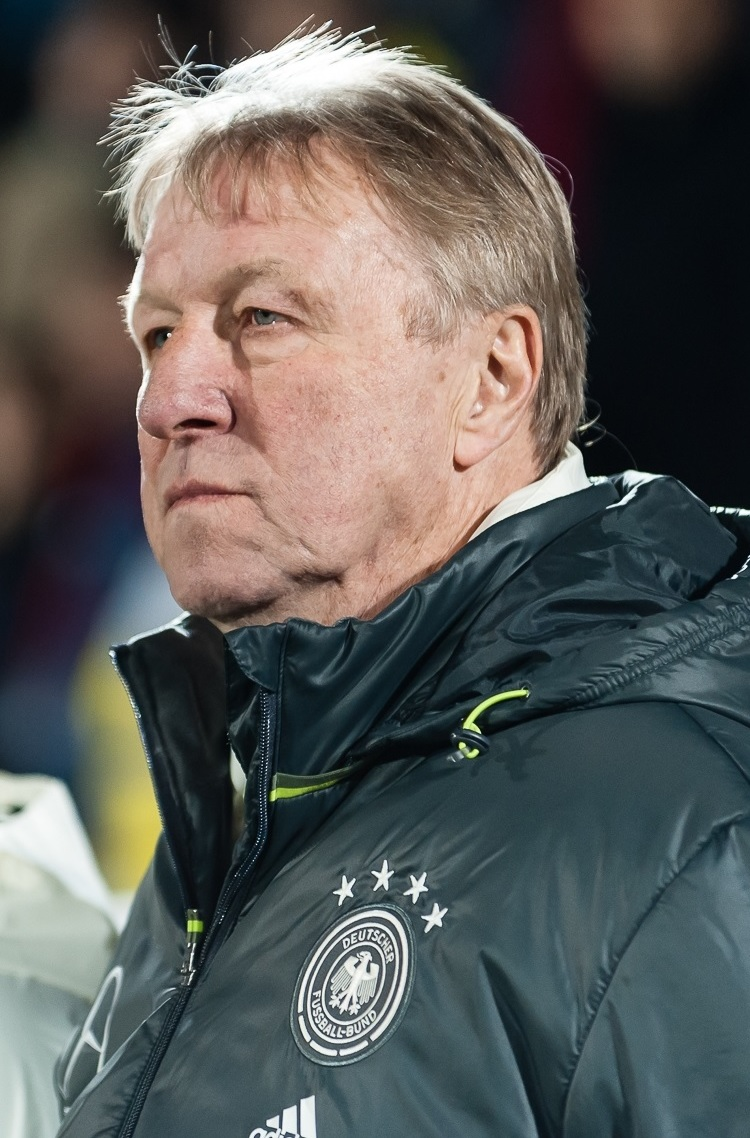
هورشت هروبش سرمربی کنونی تیم ملی فوتبال زنان آلمان.

هورشت هروبش بازیکن پیشین تیم ملی مردان آلمان که هم‌اکنون سرمربی تیم ملی فوتبال زنان آلمان است. مربیان دارای مدرک مربیگری رسمی دی‌اف‌بی را خواهند داشت و از کارکنان رسمی فدراسیون آلمان خواهند بود.
- گرو بیزانتس اولین مربی تیم ملی فوتبال زنان آلمان بود. وی اولین تیم خود را در سپتامبر ۱۹۸۲ انتخاب کرد.[۱۴۶] هم‌زمان وی به عنوان مربی ارشد برای مربیان دی‌اف‌بی از سال‌های ۱۹۷۱ تا ۲۰۰۰ به آموزش مربیان پرداخت. بیزانتس تیم آلمان را به عنوان قهرمانی یوفا در سال‌های ۱۹۹۱، ۱۹۸۹ و ۱۹۹۵ رساند.[۱۴۶] تحت رهبری بیزانتس آن‌ها موفق به کسب عنوان نایب‌قهرمانی جام جهانی فوتبال زنان ۱۹۹۵ شدند. وی پس از حذف آلمان در دور اول مسابقات المپیک ۱۹۹۶ از سمت خود استعفا داد.[۱۴۷] وی همراه با دستیار خود تینا توینه از سال ۱۹۸۳ یک سیستم کاوش تشکیل داده و مسئول طرح‌های جدید فدراسیون آلمان برای جوانان بود.[۱۴۰]
- تینا توینه کار خود را پس از بازی‌های المپیک ۱۹۹۶ به عنوان سرمربی جدید تیم زنان آلمان آغاز کرد. او اولین زنی بود که موفق به کسب بالاترین مدرک مربیگری در آلمان شد.[۴۶] او به عنوان مربی، تیم آلمان را سه بار به عنوان قهرمانی اروپا در سال‌های ۲۰۰۱، ۱۹۹۷ و ۲۰۰۵ رسانده‌است.[۱۴۸] در سال‌های حضور وی به عنوان سرمربی، آلمان به مدال برنز المپیک ۲۰۰۰[۱۴۹] و ۲۰۰۴ دست یافت.[۱۵۰][۱۵۱] بزرگ‌ترین موفقیت او کسب عنوان قهرمانی در جام جهانی ۲۰۰۳ با این تیم است.[۶۹] از تاینه به عنوان موفق‌ترین مربی ملی یاد می‌شود.[۴۶] او از برنامهٔ مؤثر جوانان و متحد کردن چندین بازیکن زیر ۱۹ سال در تیم ملی سود برد. وی پس از قهرمانی اروپا در سال ۲۰۰۵ استعفا داد.[۴۶]
- زیلویا ناید زیلویا ناید، بازیکن و سرمربی پیشین تیم ملی فوتبال زنان آلمان،[۱۵۲] به عنوان بازیکن دارای رکورد ۱۱۱ مرتبه حضور در تیم ملی و برد همراه این تیم و ۴۸ گل زده‌است.[۱۵۳] او دارای مدرک رسمی مربیگری دی‌اف‌بی است[۱۵۲][۱۵۴] و توسط فدراسیون فوتبال آلمان به عنوان سرمربی تیم ملی منصوب شده‌است.[۱۵۲] کمک مربی تیم آلمان و سرمربی تیم زیر ۱۹ سال آلمان از سال ۱۹۹۶ تا ۲۰۰۵ بود که موفق به کسب قهرمانی با این تیم در جام جهانی فوتبال زنان زیر ۲۰ سال در سال ۲۰۰۴ شده بود[۱۵۵][۱۵۶][۱۵۷] در ژوئیه سال ۲۰۰۵ او به عنوان سرمربی تیم ملی زنان آلمان منصوب شد و جام آلگاروه ۲۰۰۶ به عنوان اولین موفقیت وی در یک مسابقهٔ بین‌المللی رقم خورد. با قهرمانی در جام جهانی فوتبال زنان ۲۰۰۷ ناید به عنوان اولین سرمربی آلمان (در هر دو ردهٔ مردان و زنان) شد که در اولین حضور خود به عنوان مربی موفق به کسب عنوان قهرمانی جهان شده‌است.[۱۱۱] آلمان در اولین حضور او به عنوان سرمربی در رقابت‌های المپیک در سال ۲۰۰۸ برای سومین بار به مدال نقرهٔ این رقابت‌ها دست پیدا کرد. ناید این تیم را به هفتمین عنوان قهرمانی خود در جام ملت‌های اروپا سال ۲۰۰۹ رساند. در سال ۲۰۱۵ زیلویا ناید تیم فوتبال زنان آلمان را به مقام چهارم جام جهانی زنان رساند. او همچنین موفق شد تیم آلمان را قهرمان المپیک ۲۰۱۶ زنان بکند. وی تا سال ۲۰۱۶ همراه تیم آلمان بود.[۱۵۸] و دستیار او اویلریک بایویگ بود.[۱۵۹]
- اشتفی جونز در ۳۰ مارس ۲۰۱۵ اعلام شد که اشتفی جونز سرمربی جدید تیم ملی فوتبال زنان آلمان در سال ۲۰۱۶ خواهد بود.[۱۶۰] وی از سپتامبر ۲۰۱۶ سرمربی تیم زنان آلمان است. او در اوت ۲۰۱۵ دستیار زیلویا ناید بود؛ که به اتفاق یکدیگر قهرمان المپیک ۲۰۱۶ شدند. اولین مأموریت اشتفی جونز مسابقات فوتبال زنان اروپا ۲۰۱۷ در هلند خواهد بود که پیشتر به آن رقابت‌ها صعود کرده بودند.[۱۶۱] مارکوس هوگنر و ورنا هاگدورن دستیاران او خواهند بود.[۱۶۲][۱۶۳]
- هورشت هروبش به عنوان سرمربی موقت در سال ۲۰۱۸.[۱۶۴]
- مارتینا فوس-تکلنبرگ در سال ۲۰۱۹ به سمت سرمربی جدید تیم آلمان رسید.

### خلاصهٔ آماری
| نام                       | مربیگری تیم آلمان | بازی | برد | تساوی | باخت | %     | دستاوردها |
| ------------------------- | ----------------- | ---- | --- | ----- | ---- | ----- | --- |
| گرو بیزانتس               | ۱۹۸۲–۱۹۹۶         | ۱۲۷  | ۸۳  | ۱۷    | ۲۷   | ۶۵٫۷۶ | مسابقات زنان جام یوفا ۱۹۸۴ – صعود نکرد مسابقات فوتبال زنان اروپا ۱۹۸۷ – صعود نکرد مسابقات فوتبال زنان اروپا ۱۹۸۹ – قهرمان مسابقات فوتبال زنان اروپا ۱۹۹۱ – قهرمان مسابقات فوتبال زنان اروپا ۱۹۹۳ – مقام چهارم مسابقات فوتبال زنان اروپا ۱۹۹۵ – قهرمان جام جهانی فوتبال زنان ۱۹۹۵ – نایب قهرمان المپیک ۱۹۹۶ – مرحلهٔ گروهی |
| تینا توینه                | ۱۹۹۶–۲۰۰۵         | ۱۳۵  | ۹۳  | ۱۸    | ۲۴   | ۶۸٫۸۹ | مسابقات فوتبال زنان اروپا ۱۹۹۷ – قهرمان جام جهانی فوتبال زنان ۱۹۹۹ – یک چهارم نهایی المپیک ۲۰۰۰ – مدال برنز مسابقات فوتبال زنان اروپا ۲۰۰۱ – قهرمان جام جهانی فوتبال زنان ۲۰۰۳ – قهرمان المپیک ۲۰۰۴ – مدال برنز مسابقات فوتبال زنان اروپا ۲۰۰۵ – قهرمان                                                                  |
| زیلویا ناید               | ۲۰۰۵–۲۰۱۶         | ۱۶۹  | ۱۲۵ | ۲۲    | ۲۲   | ۷۳٫۹۶ | جام جهانی فوتبال زنان ۲۰۰۷ – قهرمان المپیک ۲۰۰۸ – مدال برنز مسابقات فوتبال زنان اروپا ۲۰۰۹ – قهرمان جام جهانی فوتبال زنان ۲۰۱۱ – یک چهارم نهایی المپیک ۲۰۱۲ – صعود نکرد مسابقات فوتبال زنان اروپا ۲۰۱۳ – قهرمان جام جهانی فوتبال زنان ۲۰۱۵ – مقام چهارم فوتبال در بازی‌های المپیک تابستانی ۲۰۱۶ - قهرمان                  |
| اشتفی جونز                | ۲۰۱۶–۲۰۱۸         | ۲۲   | ۱۳  | ۴     | ۵    | ۰۵۹   | مسابقات فوتبال زنان اروپا ۲۰۱۷ – یک چهارم نهایی |
| هورشت هروبش (سرمربی موقت) | ۲۰۱۸              | ۸    | ۷   | ۱     | ۰    | ۰۸۸   | |
| مارتینا فوس-تکلنبرگ       | ۲۰۱۹–             | ۲۱   | ۱۹  | ۱     | ۱    | ۰۹۰   | جام جهانی فوتبال زنان ۲۰۱۹ – یک چهارم نهایی المپیک ۲۰۲۰ – صعود نکرد. |
|                           |                   |      |     |       |      |       | |
| مجموع                     | مجموع             | ۴۸۱  | ۳۳۹ | ۶۳    | ۷۹   | ۰۷۰   | |

*بازی‌های انجام شده، تعداد تساوی‌ها؛ بازی‌های باخته، تعداد بردها و %–درصد بردها. آمار به روز شده تا ۳ سپتامبر ۲۰۱۹.

## ورزشگاه‌ها
| شهر             | بازی | دوره      |
| --------------- | ---- | --------- |
| اسنابروک        | ۸    | ۱۹۸۹–۲۰۱۶ |
| اولم            | ۵    | ۲۰۰۱–۲۰۰۵ |
| دویسبورگ        | ۴    | ۱۹۹۷–۲۰۱۵ |
| فرانکفورت       | ۴    | ۲۰۰۰–۲۰۱۳ |
| مانهایم         | ۴    | ۱۹۹۶–۲۰۱۴ |
| آوگسبورگ        | ۳    | ۲۰۰۱–۲۰۱۴ |
| بوخوم           | ۳    | ۱۹۹۰–۲۰۰۹ |
| کایزرسلاوترن    | ۳    | ۱۹۸۸–۱۹۹۵ |
| کوبلنتس         | ۳    | ۱۹۸۲–۲۰۰۷ |
| لودن‌شاید        | ۳    | ۱۹۸۴–۲۰۰۲ |
| راین            | ۳    | ۱۹۹۰–۱۹۹۸ |
| زیگن            | ۳    | ۱۹۸۳–۲۰۰۵ |
| وایل آن در راین | ۳    | ۱۹۹۱–۱۹۹۹ |

تیم ملی زنان آلمان ورزشگاه ملی ندارد و همانند تیم مردان این کشور بازی‌های خانگی خود را در ورزشگاه‌های گوناگون در نقاط مختلف کشور انجام می‌دهد. تا ژوئن ۲۰۱۱ آن‌ها در ۸۷ شهر مختلف آلمان بازی کرده‌اند. بیشتر بازی‌های خانگی آن‌ها در شهر اسنابروک بوده که ۶ بازی در آن انجام شده‌است و پس از آن شهر اولم با ۵ بازی و شهرهای بوخوم، کایزرسلاوترن، کوبلنتس، لودن‌شاید، راین، زیگن و وایل آن در راین هر یک با سه بازی انجام‌شده قرار دارند. اولین بازی خانگی در آلمان شرقی سابق نیز در شهر آئو در تاریخ مهٔ ۱۹۹۱ برگزار شد.

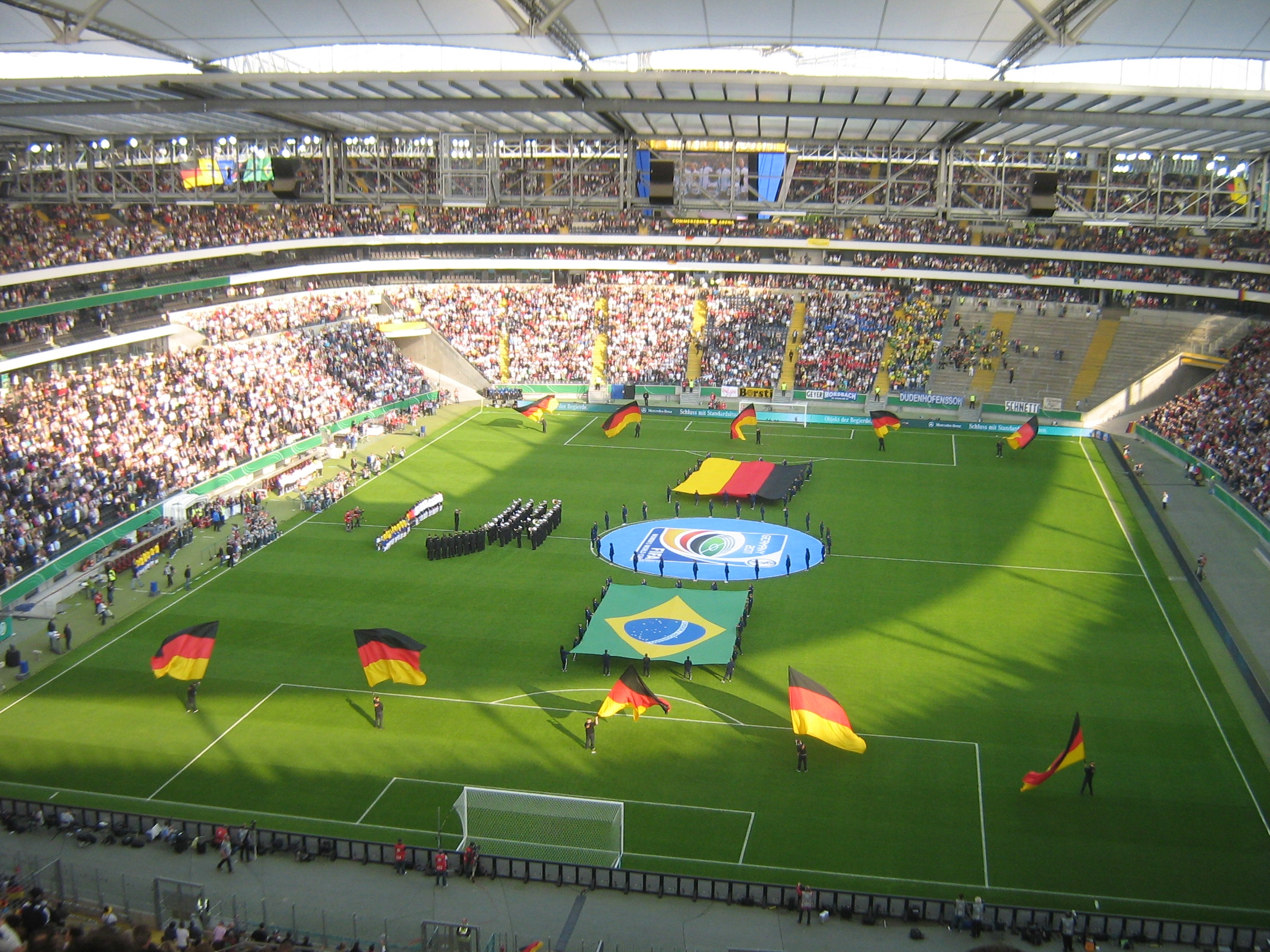
بازی تیم ملی فوتبال زنان آلمان مقابل برزیل در برابر چشمان ۴۴٬۸۲۵ تماشاگر در شهر فرانکفورت آلمان.

در سال‌های ۱۹۸۰ و ۱۹۹۰ بازی‌های خانگی این تیم معمولاً در شهرهای کوچک برگزار می‌شد که فاقد باشگاه‌های حرفه‌ای فوتبال بودند. با موفقیت‌های بیشتر این تیم به خصوص قهرمانی در جام جهانی ۲۰۰۳ تعداد طرفداران این تیم نیز افزایش یافت. امروزه این تیم بازی‌های خود را در ورزشگاه‌های ۱۰٬۰۰۰ تا ۲۵٬۰۰۰ نفره انجام می‌دهد. ۵ شهر بزرگ آلمان تنها پنج بار میزبان بازی‌های این تیم بوده‌اند. این تیم دو بار در فرانکفورت و برلین و یک‌بار در هامبورگ بازی کرده‌است. برمن، دورتموند، دوسلدورف، اسن، کلن، مونیخ و اشتوتگارت هیچگاه میزبان تیم ملی فوتبال زنان آلمان در یک بازی بین‌المللی نبوده‌اند.
در خارج از آلمان، آن‌ها بیش‌ترین بازی خود را در فارو، پرتغال (۱۰ بازی) و گوانگ‌ژو، چین (۶ بازی) انجام داده‌اند. آن‌ها به همین ترتیب در شهرهای میزبان جام آلگاروه و مسابقات چهار کشور بازی انجام داده‌اند. آن‌ها همچنین پنج بازی را در آلبوفیرا، پرتغال (که آن هم یکی از میزبانان جام آلگاروه است) و چهار مرتبه در مینیاپولیس آمریکا انجام داده‌اند.
رکورد بیشترین تعداد تماشاگر این تیم با ۷۳٬۶۸۰ مربوط به بازی افتتاحیهٔ جام جهانی فوتبال زنان ۲۰۱۱ است که مقابل تیم کانادا در ورزشگاه المپیک برلین انجام شد. این بازی همچنین رکورد بیشترین تماشاگر بازی فوتبال زنان در اروپا را نیز داراست. رکورد بیش‌ترین تماشاگر خارج از خانهٔ این تیم ۵۴٬۶۴۲ نفر در یک‌چهارم نهایی جام جهانی فوتبال زنان ۱۹۹۹ مقابل تیم آمریکا در استادیوم جک کنت کوک شهر لاندوور بوده‌است.

## رنگ‌ها، طرح لباس و حامی مالی

نشان تیم برای بازی‌های المپیک

لباس‌های تیم ملی زنان آلمان نیز همانند تیم مردان این کشور پیراهن‌های سفید و شرت‌های سیاه و جوراب‌های سفید (رنگ‌های پروسیا) است. در حال حاضر لباس‌های دوم آن‌ها پیراهن‌های قرمز و شلوارهای سیاه و جوراب‌های قرمز است. در گذشته تیم آلمان از پیراهن‌های سبزرنگ و شرت‌های سفید و جوراب‌های سبز به عنوان لباس‌های خارج از خانهٔ خود استفاده می‌کرد.
تیم ملی زنان آلمان در اصل با نشان تیم مردان این کشور که تغییراتی در لوگوی فدراسیون فوتبال آلمان که نشان فدرال آلمان است و سه ستاره در بالای آن برای قهرمانی تیم مردان در سه جام جهانی ۱۹۵۴، ۱۹۷۴ و ۱۹۹۰ داشت به میدان می‌رفت. اما پس از کسب اولین عنوان قهرمانی جام جهانی در سال ۲۰۰۳ این تیم عنوان‌ها خود را بر روی پیراهنش درج کرد که در ابتدا در سال ۲۰۰۷ دو ستاره بر بالای نشان وجود داشت. پس از کسب عنوان قهرمانی در چندین دورهٔ جام جهانی، این تیم نشان جدید نشان قهرمانی زنان فیفا را نیز از سال ۲۰۰۹ تا سال ۲۰۱۱ بر روی پیراهن‌هایش به نمایش گذارد. این عنوان در سال ۲۰۱۱ به ژاپن تعلق گرفت.

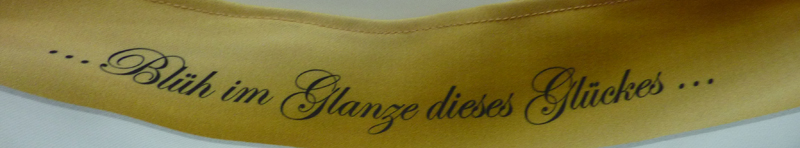
یک بیت از شعر سرود ملی آلمان بر روی یقه پیراهن‌های این تیم.

برای تطابق با قوانین کمیته بین‌المللی المپیک تیم آلمان از پیراهن‌های رسمی خود که حاوی لوگوی فدراسیون فوتبال آلمان بود در بازی‌های المپیک استفاده نکرد، بلکه به جای آن از نشان ملی آلمان استفاده کرد. تیم زنان آلمان همانند تمامی اعضای فدراسیون فوتبال آلمان از اجناس عرضه شده توسط آدیداس که به‌طور اختصاصی طراحی لباس‌های ورزشی زنان را از سال ۱۹۹۹ انجام می‌دهد استفاده می‌کند. حامی این تیم شرکت بیمهٔ آلمانی آلیانتس است.

## مقبولیت و محبوبیت
فوتبال زنان در قرن بیستم در بیشتر سال‌ها ورزشی با مخاطب خاص و غیرمقبول بود. زمانی که فدراسیون فوتبال آلمان گرو بیزانتس را به عنوان سرمربی تیم ملی تازه‌تأسیس زنان این کشور منصوب کرد، او نسبت به این سمت بسیار بی‌میل بود و از آن می‌ترسید که اعتبار و شهرتش خراب شود. کسب قهرمانی در رقابت‌های اروپایی فوتبال زنان ۱۹۸۹ اولین موفقیت این تیم بود اما تأثیر کمی در جهت افزایش محبوبیت آن داشت. در ازای این قهرمانی هر یک از بازیکنان این تیم یک سرویس چای خوری دریافت کردند که معمولاً از آن به عنوان مثالی از شوونیسم مردان و نبود علاقهٔ عمومی نسبت به تیم ملی زنان این کشور در آن زمان یاد می‌شود. این گونه رفتارها در فدراسیون فوتبال آلمان در دو دههٔ اخیر و به خصوص در زمان ریاست تئو زوانزیگر تغییر کرده و حمایت‌های زیادی از فوتبال زنان شده‌است. هر یک از اعضای تیم آلمان در زمان جام جهانی فوتبال زنان ۲۰۰۳ پانزده هزار یورو پاداش گرفتند. مبلغ پاداش از قبل مشخص شده بود و در صورت قهرمانی به اعضای تیم اهدا می‌شد. چهار سال پس از آن هر یک از بازیکنان پاداش ۵۰٬۰۰۰ یورویی به خاطر دفاع از عنوان قهرمانی خود دریافت کردند.
کسب عنوان قهرمانی جام جهانی زنان در سال ۲۰۰۳ یک پیشرفت غیرمنتظره را برای تیم ملی فوتبال زنان آلمان رقم زد. ۱۰٫۴۸ میلیون نفر فینال این رقابت‌ها را از تلویزیون آلمان دیدند (مشارکت ۳۳٫۲ درصدی بازار) و دست کم ۱۰٬۰۰۰ نفر در تالار شهر فرانکفورت از تیم استقبال کردند. یک سال پس از آن این تیم به عنوان تیم سال آلمان در سال ۲۰۰۳ لقب گرفت. گل طلایی نیا کانزر در جام جهانی نیز با دریافت بیشترین رأی به عنوان گل سال آلمان شناخته شد، که اولین باری بود که این جایزه به یک زن داده می‌شد. از سال ۲۰۰۵ تقریباً تمامی بازی‌های تیم ملی فوتبال زنان آلمان به صورت زنده از تلویزیون این کشور پخش شده‌اند.
این تیم در سال ۲۰۰۹ نیز یک‌بار دیگر به عنوان تیم سال آلمان شناخته شد. تا سال ۲۰۰۹ یک میلیون از ۶٫۵ میلیون اعضای فدراسیون فوتبال آلمان را زنان تشکیل می‌دادند.

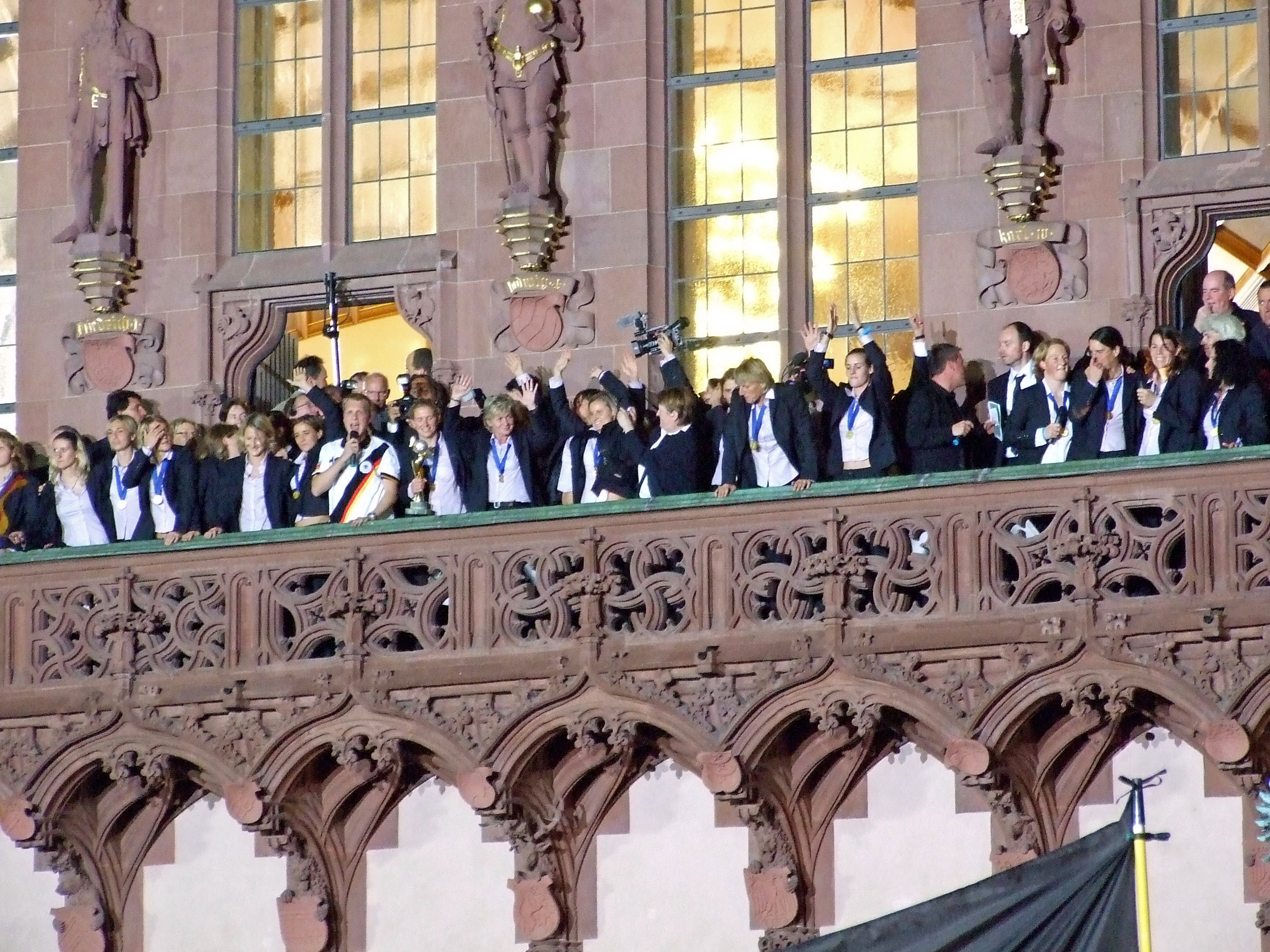
ورود به فرانکفورت پس از قهرمانی در جام جهانی فوتبال زنان ۲۰۰۷.

فینال جام جهانی فوتبال زنان ۲۰۰۷ را ۹٫۰۵ میلیون بینندهٔ تلویزیونی دیدند (مشارکت ۵۰٫۵ درصدی بازار). آن‌ها پس از بازگشت تیم به آلمان همراه با ۲۰٬۰۰۰ نفر دیگر در فرانکفورت به جشن و پایکوبی پرداختند. در دسامبر سال ۲۰۰۷ تمامی بازیکنان جام جهانی این تیم جایزهٔ برگ بوی نقره‌ای را دریافت کردند. این جایزه بالاترین عنوان در آلمان برای ورزشکاران است. سرمربی این تیم زیلویا ناید نیز نشان افتخار شایستگی جمهوری فدرال آلمان را توسط هورست کوهلر رئیس‌جمهور آلمان دریافت نمود.
در سال ۲۰۰۹ شش بازی خانگی این تیم، دارای تعداد متوسط ۲۲٬۷۵۳ نفر تماشاگر در هر بازی بود. در یک نظرسنجی از طرفداران تیم فوتبال آلمان، ۶۵ درصد از مردان و ۶۲ درصد از زنانِ پاسخ‌دهنده گفته‌اند که به تیم فوتبال زنان علاقه‌مند هستند. این علاقه‌مندی عمدتاً محدود به بازی‌های بین‌المللی است، هرچند که تماشاگران بوندس‌لیگای زنان از سال ۲۰۰۳ دوبرابر شده‌است. متوسط تماشاچی در بازی‌های بوندس‌لیگای زنان در فصل ۲۰۰۸–۲۰۰۷ (۸۸۷) همچنان کمتر از سه درصد بوندس‌لیگای مردان (۳۸٬۶۱۲) است.
امروزه فوتبال زنان در آلمان در میان جامعهٔ آلمان امری قابل قبول است. هر چند که همچنان یکی از اصلی‌ترین موارد انتقاد که ادعای نبود کیفیت در مقایسه با بازی‌های فوتبال مردان است، همچنان پابرجاست. تیم ملی فوتبال زنان آلمان چندین مسابقهٔ دوستانه در مقابل تیم مردان انجام داده‌است که یکی از شاخص‌ترین این بازی‌ها، بازی دوستانه با تیم زیر ۱۸ سال اشتوتگارت و باخت ۳–۰ مقابل این تیم در راستای آمادگی تیم آلمان برای حضور در جام جهانی ۲۰۰۳ زنان است. بیشتر بازیکنان تیم آلمان این مقایسهٔ فوتبال بین مردان و زنان را رد می‌کنند. رناته لینگور می‌گوید اینها «دو ورزش کاملاً متفاوت هستند». بازیکنانی مانند سیمونه لاودر، آریان هینگست و ملانی بیرینگر عنوان کرده‌اند که فوتبال مردان با سرعتی به مراتب بیشتر انجام می‌شود اما با این حال وقفه‌های بیشتر و تکل‌های خشن‌تری از فوتبال زنان دارد. لیندا برزونیک نیز گفته‌است که ترجیح می‌دهد فوتبال مردان را تماشا کند.

## نتایج و بازی‌های تعیین‌شده

### ۲۰۲۱
| ۱۰ ژوئن ۲۰۲۱ دوستانه | فرانسه     | ۱–۰   | آلمان | استراسبورگ                                                                   |
| ۲۰:۵۵                | - دالی ۳۰' | گزارش |       | ورزشگاه: ورزشگاه ده لا مینو تماشاگران: ۵٬۰۰۰ داور: ایوانا مارتینشیچ (کرواسی) |

| ۱۵ ژوئن ۲۰۲۱ دوستانه | آلمان | ۰–۰   | شیلی | افنباخ                                                                               |
| ۱۵:۰۰                |       | گزارش |      | ورزشگاه: ورزشگاه اشپاردا بانک هسن تماشاگران: ۱٬۰۰۰ داور: ماریا سوله کاپوتی (ایتالیا) |

| ۱۸ سپتامبر ۲۰۲۱ انتخابی جام جهانی ۲۰۲۳ | آلمان                                                          | ۷–۰   | بلغارستان | کوتبوس                                                             |
| ۱۶:۱۰                                  | - شولر ۲۱'، ۷۲' - مگئول ۲۴'، ۳۳' - دالمان ۶۷'، ۸۲' - واموت ۷۶' | گزارش |           | ورزشگاه: ورزشگاه فرونشافت داور: ایوانا پرویکوفسکا ( مقدونیه شمالی) |

| ۲۱ سپتامبر ۲۰۲۱ انتخابی جام جهانی ۲۰۲۳ | آلمان                                   | ۵–۱   | صربستان      | کمنیتس                                                                         |
| ۱۶:۰۰                                  | - شولر ۴۹'، ۵۴'، ۷۱'، ۷۷' - لویپلتز ۷۹' | گزارش | - ماته‌ییچ ۳' | ورزشگاه: ورزشگاه اندر گلرت اشتراسه تماشاگران: ۱٬۶۰۴ داور: کرستی دول (انگلستان) |

| ۲۱ اکتبر ۲۰۲۱ انتخابی جام جهانی ۲۰۲۳ | اسرائیل | ۰–۱   | آلمان   | پتخ تیکوا                                              |
| ۱۸:۰۰                                |         | گزارش | هوت ۱۸' | ورزشگاه: ورزشگاه هاموشوا داور: تانیا سوبوتیچ (اسلوونی) |

| ۲۶ اکتبر ۲۰۲۱ انتخابی جام جهانی ۲۰۲۳ | آلمان                                                                         | ۷–۰   | اسرائیل | اسن                                                                      |
| ۱۶:۰۵                                | - برند ۲۰'، ۴۵' - دیبریتز ۲۶' - فریگانگ ۴۳' - مگئول ۵۶' - واموت ۷۱' - راچ ۷۸' | گزارش |         | ورزشگاه: ورزشگاه اسن تماشاگران: ۱٬۸۱۴ داور: الویرا نورمستفینا (قزاقستان) |

| ۲۶ نوامبر ۲۰۲۱ انتخابی جام جهانی ۲۰۲۳ | آلمان                                                                        | ۸–۰   | ترکیه | براونشوایگ                                                                |
| ۱۶:۰۰                                 | - تاگ '۱ - شولر ۱۰'، ۱۱'، ۶۷' - برند ۶۲' - فریگانگ ۷۴' - نوشکن ۸۰' - بول ۸۷' | گزارش |       | ورزشگاه: آینتراخت-اشتادیون تماشاگران: ۲٬۵۸۳ داور: الکساندرا چسن (اسلوونی) |

| ۳۰ نوامبر ۲۰۲۱ انتخابی جام جهانی ۲۰۲۳ | پرتغال    | ۱–۳   | آلمان                              | فارو                                                  |
| ۱۹:۰۰                                 | فرومز '۳۴ | گزارش | - شولر ۱۵' - هوت ۲۳' - لویپلتز ۲۸' | ورزشگاه: ورزشگاه سیاو لوییس داور: ربکا ولچ (انگلستان) |

### ۲۰۲۲
| ۱۷ فوریه ۲۰۲۲ جام آرنولد کلارک | آلمان      | ۱–۱   | اسپانیا      | میدلزبرو، انگلستان                                                |
| ۱۴:۳۰                          | - شولر ۸۸' | گزارش | - پوتیاس ۴۶' | ورزشگاه: ورزشگاه ریورساید تماشاگران: ۲۴۹ داور: تس اولوفسون (سوئد) |

| ۲۰ فوریه ۲۰۲۲ جام آرنولد کلارک | کانادا    | ۱–۰   | آلمان | نوریچ، انگلستان                                                        |
| ۲۰:۱۵                          | - جیلز ۷' | گزارش |       | ورزشگاه: ورزشگاه کارو رود تماشاگران: ۱۱۹ داور: امیکار کالدرا (ونزوئلا) |

| ۲۳ فوریه ۲۰۲۲ جام آرنولد کلارک | انگلستان                             | ۳–۱   | آلمان       | ولورهمپتون، انگلستان                                                    |
| ۱۹:۳۰                          | - وایت ۱۵' - برایت ۸۴' - کیربی ۹۰+۴' | گزارش | - مگئول ۴۱' | ورزشگاه: ورزشگاه مالینیو تماشاگران: ۱۴٬۴۶۳ داور: لینا له‌تووارا (فنلاند) |

| ۹ آوریل ۲۰۲۲ انتخابی جام جهانی ۲۰۲۳ | آلمان                              | ۳–۰   | پرتغال | بیله‌فلد                                                                |
| ۱۶:۱۰                               | - اوبردورف ۴۰' - بول ۵۵' - راچ ۸۰' | گزارش |        | ورزشگاه: ورزشگاه بیلفلدر تماشاگران: ۷٬۳۶۴ داور: لینا له‌تووارا (فنلاند) |

| ۱۲ آوریل ۲۰۲۲ انتخابی جام جهانی ۲۰۲۳ | صربستان                            | ۳–۲   | آلمان                    | استارا پازووا                                                        |
| ۱۶:۰۰                                | - پولاک ۳۶' - دامنجانوویچ ۴۹'، ۶۹' | گزارش | - شولر ۶۰' - واموت ۹۰+۲' | ورزشگاه: مرکز ورزشی فدراسیون فوتبال صربستان داور: تس اولوفسون (سوئد) |

| ۸ ژوئیه ۲۰۲۲ مرحله گروهی یورو ۲۰۲۲ | آلمان | v     | دانمارک | برنتفورد، انگلستان                 |
|                                    |       | گزارش |         | ورزشگاه: ورزشگاه برنتفورد کامیونتی |

| ۱۲ ژوئیه ۲۰۲۲ مرحله گروهی یورو ۲۰۲۲ | آلمان | v     | اسپانیا | برنتفورد، انگلستان                 |
| ۲۰:۰۰                               |       | گزارش |         | ورزشگاه: ورزشگاه برنتفورد کامیونتی |

| ۱۶ ژوئیه ۲۰۲۲ مرحله گروهی یورو ۲۰۲۲ | فنلاند | v     | آلمان | میلتون کینز، انگلستان |
| ۲۰:۰۰                               |        | گزارش |       | ورزشگاه: ورزشگاه ام‌کی |

| ۳ سپتامبر ۲۰۲۲ انتخابی جام جهانی ۲۰۲۳ | ترکیه | v     | آلمان |  |
|                                       |       | گزارش |       |  |

| ۶ سپتامبر ۲۰۲۲ انتخابی جام جهانی ۲۰۲۳ | بلغارستان | v     | آلمان |  |
|                                       |           | گزارش |       |  |

## بازیکنان

### تیم کنونی
بازیکنان زیر، برای بازی‌های انتخابی جام جهانی فوتبال زنان ۲۰۲۳ برابر پرتغال و صربستان در تاریخ ۹ و ۱۲ آوریل ۲۰۲۲ دعوت شدند.
تعداد بازی‌های ملی و گل‌ها تا ۱۲ آوریل ۲۰۲۲.
سرمربی: مارتینا فوس-تکلنبرگ
| ش. | پست       | بازیکن                  | ت‌ت (سن)                 | بازی | گل | باشگاه             |
| -- | --------- | ----------------------- | ----------------------- | ---- | -- | ------------------ |
| 1  | دروازه‌بان | مرل فرومز               | ۲۸ ژانویهٔ ۱۹۹۵ ‏(۳۰ سال) | 26   | 0  | آینتراخت فرانکفورت |
| 2  | مدافع     | سوفیا کلاینهرن          | ۱۲ آوریل ۲۰۰۰ ‏(۲۴ سال)  | 16   | 0  | آینتراخت فرانکفورت |
| 3  | مدافع     | کاترین هندریش           | ۶ آوریل ۱۹۹۲ ‏(۳۲ سال)   | 45   | 5  | وولفسبورگ          |
| 4  | مدافع     | جانا فلدکمپ             | ۱۵ مارس ۱۹۹۸ ‏(۲۷ سال)   | 13   | 0  | اسن                |
| 5  | هافبک     | سیوکه نوشکن             | ۲۲ ژانویهٔ ۲۰۰۱ ‏(۲۴ سال) | 9    | 2  | آینتراخت فرانکفورت |
| 6  | مدافع     | لنا اوبردورف            | ۱۹ دسامبر ۲۰۰۱ ‏(۲۳ سال) | 26   | 3  | وولفسبورگ          |
| 7  | مهاجم     | لیا شولر                | ۱۲ نوامبر ۱۹۹۷ ‏(۲۷ سال) | 38   | 25 | بایرن مونیخ        |
| 8  | هافبک     | رامونا پتزلبرگر         | ۱۳ نوامبر ۱۹۹۲ ‏(۳۲ سال) | 0    | 0  | استون ویلا         |
| 9  | هافبک     | سوونیا هوت              | ۲۵ ژانویهٔ ۱۹۹۱ ‏(۳۴ سال) | 65   | 13 | وولفسبورگ          |
| 10 | هافبک     | جنیفر ماروژان           | ۱۸ آوریل ۱۹۹۲ ‏(۳۲ سال)  | 111  | 33 | المپیک لیون        |
| 11 | مهاجم     | الکساندرا پاپ (کاپیتان) | ۶ آوریل ۱۹۹۱ ‏(۳۳ سال)   | 113  | 53 | وولفسبورگ          |
| 13 | مهاجم     | نیکول آنیومی            | ۱۰ فوریهٔ ۲۰۰۰ ‏(۲۵ سال)  | 7    | 0  | اسن                |
| 14 | مهاجم     | لورا فریگانگ            | ۱ فوریهٔ ۱۹۹۸ ‏(۲۷ سال)   | 13   | 9  | آینتراخت فرانکفورت |
| 15 | مدافع     | جولیا گوین              | ۲ ژوئیهٔ ۱۹۹۹ ‏(۲۵ سال)   | 26   | 3  | بایرن مونیخ        |
| 16 | هافبک     | لیندا دالمان            | ۲ سپتامبر ۱۹۹۴ ‏(۳۰ سال) | 43   | 11 | بایرن مونیخ        |
| 17 | مدافع     | ماکسیمیلیان رال         | ۱۸ نوامبر ۱۹۹۳ ‏(۳۱ سال) | 8    | 0  | هوفنهایم           |
| 18 | مهاجم     | تبیا واموت              | ۲۶ اوت ۱۹۹۶ ‏(۲۸ سال)    | 15   | 5  | وولفسبورگ          |
| 19 | هافبک     | Chantal Hagel           | ۲۰ ژوئیهٔ ۱۹۹۸ ‏(۲۶ سال)  | 3    | 0  | هوفنهایم           |
| 20 | هافبک     | لینا مگئول              | ۱۵ اوت ۱۹۹۴ ‏(۳۰ سال)    | 59   | 18 | بایرن مونیخ        |
| 21 | دروازه‌بان | آن کاترین برگر          | ۹ اکتبر ۱۹۹۰ ‏(۳۴ سال)   | 3    | 0  | چلسی               |
| 22 | مدافع     | جول برند                | ۱۶ اکتبر ۲۰۰۲ ‏(۲۲ سال)  | 15   | 4  | هوفنهایم           |
| 23 | مدافع     | سارا دورسون             | ۱۷ نوامبر ۱۹۹۱ ‏(۳۳ سال) | 36   | 1  | وولفسبورگ          |
|    | مدافع     | سارای لیندر             | ۲۶ اکتبر ۱۹۹۹ ‏(۲۵ سال)  | 0    | 0  | هوفنهایم           |

### دعوت شدگان اخیر
فهرست زیر بازیکنانی هستند که در ۱۲ بازی اخیر به تیم ملی دعوت شده‌اند.
| پست       | نام بازیکن        | تاریخ تولد (سن)          | بازی‌ | گل‌ | باشگاه         | آخرین دعوت                           |
| --------- | ----------------- | ------------------------ | ---- | -- | -------------- | ------------------------------------ |
| دروازه‌بان | الموت شولت        | ۹ فوریهٔ ۱۹۹۱ ‏(۳۴ سال)    | ۶۴   | ۰  | وولفسبورگ      | v. پرتغال, ۹ آوریل ۲۰۲۲              |
| دروازه‌بان | مارتینا توفکوویچ  | ۱۶ ژوئیهٔ ۱۹۹۴ ‏(۳۰ سال)   | ۰    | ۰  | هوفنهایم       | جام آرنولد کلارک ۲۰۲۲, ۱۷ فوریه ۲۰۲۲ |
| دروازه‌بان | لاورا بنکارت      | ۱۴ اکتبر ۱۹۹۲ ‏(۳۲ سال)   | 11   | 0  | بایرن مونیخ    | v. ترکیه, ۲۶ نوامبر ۲۰۲۱             |
| دروازه‌بان | اشتینا یوهانس     | ۲۳ ژانویهٔ ۲۰۰۰ ‏(۲۵ سال)  | 0    | 0  | اسن            | v. شیلی, ۱۵ ژوئن ۲۰۲۱                |
|           |                   |                          |      |    |                |                                      |
| مدافع     | لنا لت واین       | ۲ مهٔ ۲۰۰۰ ‏(۲۴ سال)       | 16   | 0  | هوفنهایم       | v. پرتغال, ۹ آوریل ۲۰۲۲              |
| مدافع     | لیونی مایر        | ۲۹ سپتامبر ۱۹۹۲ ‏(۳۲ سال) | 79   | 11 | اورتون         | جام آرنولد کلارک ۲۰۲۲, ۲۳ فوریه ۲۰۲۲ |
| مدافع     | مارینا هگرینگ     | ۱۷ آوریل ۱۹۹۰ ‏(۳۴ سال)   | 19   | 3  | بایرن مونیخ    | v. پرتغال, ۳۰ نوامبر ۲۰۲۱            |
| مدافع     | پیا سوفی ولتر     | ۱۳ نوامبر ۱۹۹۷ ‏(۲۷ سال)  | 1    | 0  | وولفسبورگ      | v. صربستان, ۲۱ سپتامبر ۲۰۲۱          |
|           |                   |                          |      |    |                |                                      |
| هافبک     | فلیسیتاس راچ      | ۳۰ آوریل ۱۹۹۶ ‏(۲۸ سال)   | 20   | 3  | وولفسبورگ      | v. پرتغال, ۹ آوریل ۲۰۲۲              |
| هافبک     | سیدنی لومان       | ۱۹ ژوئن ۲۰۰۰ ‏(۲۴ سال)    | 11   | 1  | بایرن مونیخ    | v. پرتغال, ۹ آوریل ۲۰۲۲              |
| هافبک     | سارا دیبریتز      | ۱۵ فوریهٔ ۱۹۹۵ ‏(۳۰ سال)   | 85   | 17 | پاری سن ژرمن   | جام آرنولد کلارک ۲۰۲۲, ۲۳ فوریه ۲۰۲۲ |
| هافبک     | فابین دونگوس      | ۱۱ مهٔ ۱۹۹۴ ‏(۳۰ سال)      | 4    | 0  | هوفنهایم       | جام آرنولد کلارک ۲۰۲۲, ۲۳ فوریه ۲۰۲۲ |
| هافبک     | ملانی لویپلتز     | ۱۴ آوریل ۱۹۹۴ ‏(۳۰ سال)   | 75   | 13 | چلسی           | v. پرتغال, ۳۰ نوامبر ۲۰۲۱            |
| هافبک     | تورید کناک        | ۲۴ ژانویهٔ ۱۹۹۱ ‏(۳۴ سال)  | 16   | 2  | اتلتیکو مادرید | v. شیلی, ۱۵ ژوئن ۲۰۲۱                |
| هافبک     | پائولینا کرومبیگل | ۲۷ اکتبر ۲۰۰۰ ‏(۲۴ سال)   | 5    | 2  | هوفنهایم       | v. شیلی, ۱۵ ژوئن ۲۰۲۱                |
|           |                   |                          |      |    |                |                                      |
| مهاجم     | کلارا بول         | ۷ دسامبر ۲۰۰۰ ‏(۲۴ سال)   | 23   | 9  | بایرن مونیخ    | v. پرتغال, ۹ آوریل ۲۰۲۲              |
| مهاجم     | سلینا سرسی        | ۳۱ مهٔ ۲۰۰۰ ‏(۲۴ سال)      | ۲    | ۰  | توربین پوتسدام | جام آرنولد کلارک ۲۰۲۲, ۲۳ فوریه ۲۰۲۲ |
| مهاجم     | حسرت کایکچی       | ۶ نوامبر ۱۹۹۱ ‏(۳۳ سال)   | ۱۱   | ۶  | فرایبورگ       | جام آرنولد کلارک ۲۰۲۲, ۲۳ فوریه ۲۰۲۲ |
| مهاجم     | لینا پیترمان      | ۵ فوریهٔ ۱۹۹۴ ‏(۳۱ سال)    | ۲۱   | ۵  | مون‌پلیه        | v. پرتغال, ۳۰ نوامبر ۲۰۲۱            |
| مهاجم     | ساندرا اشتارک     | ۳۱ ژوئیهٔ ۱۹۹۳ ‏(۳۱ سال)   | 6    | 1  | فرایبورگ       | v. شیلی, ۱۵ ژوئن ۲۰۲۱                |

|}

## رکوردها

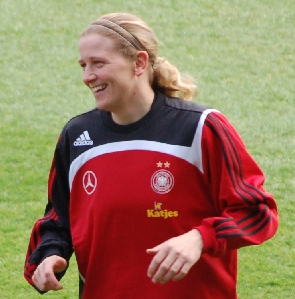
کرستین اشتیگمان دومین بازیکنی که دارای بیشترین بازی ملی است.

بیرگیت پرینتس کاپیتان تیم که پس از جام جهانی ۲۰۱۱ بازنشسته شد، دارای رکورد بیشترین بازی ملی با ۲۱۴ بازی انجام داده از سال ۱۹۹۴ تا ۲۰۱۱ برای تیم ملی آلمان است. او یکی از ۱۶ بازیکنی است که موفق به انجام ۱۰۰ بازی برای آلمان شده‌اند. کرستین اشتیگمان (با ۱۹۱ بازی) دومین نفر است و بتینا ویگمن کاپیتان تیم زنان آلمان در جام جهانی فوتبال زنان ۲۰۰۳ نیز با ۱۵۴ بازی در ردهٔ چهارم این لیست قرار دارد. پرینتس رکورد ویگمن را به عنوان بازیکن دارای بیشترین بازی ملی در نوامبر ۲۰۰۶ شکست. ویگمن تنها کاپیتان افتخاری تیم فوتبال زنان آلمان است.
عنوان برترین گلزن آلمان نیز در دست بیرگیت پرینتس است. وی اولین گل ملی خود را در مقابل کانادا در ژوئیه ۱۹۹۴ به ثمر رساند و دوران بازیکنی خود را با زدن ۱۲۸ گل (متوسط ۰٫۶۰ گل در هر بازی) به پایان رساند. هایدی مور با زدن ۸۳ گل در ۱۰۴ بازی (متوسط ۰٫۸۰ گل در هر بازی) در ردهٔ دوم برترین گلزنان قرار دارد. رکورد بیشترین گل زده در یک بازی به‌طور مشترک در اختیار دو نفر است: کنی پولرز با زدن پنج گل در اکتبر ۲۰۰۱ مقابل تیم پرتغال و اینکا گرینگز با پنج گل زده باز هم مقابل تیم پرتغال در فوریهٔ ۲۰۰۴. زیلویا ناید با زدن ۴۸ گل در ۱۱۱ بازی در ردهٔ ششم برترین گلزنان تاریخ این تیم قرار دارد.
بزرگترین پیروزی تیم ملی فوتبال زنان آلمان در مقابل تیم ملی فوتبال زنان قزاقستان و با نتیجهٔ ۱۷–۰ در انتخابی مسابقات زنان جام یوفا در ۱۹ نوامبر ۲۰۱۱ بود. سنگین‌ترین باخت تیم آلمان نیز مربوط به بازی دوستانه مقابل آمریکا در مارس ۱۹۹۶ است که این بازی را با نتیجهٔ ۰–۶ به آمریکا واگذار کردند. زیلکه روتنبرگ به عنوان دروازه‌بان با انجام ۱۲۶ بازی و ۶۷ کلین‌شیت دارای بیشترین حضور در تیم ملی است. دروازه‌بان فعلی این تیم نادین آنگرر با انجام ۱۲۴ بازی (۸۰ بازی بدون دریافت گل) از این لحاظ در ردهٔ دوم قرار می‌گیرد. بتینا ویگمن رکورد ۱۴ گل از روی نقطهٔ پنالتی را دارد و پس از او رناته لینگور با ۸ گل زده قرار دارد. در بازی با نروژ با وجود آنکه تیم آلمان بازی را در اختیار داشت در دقیقه هشتاد بازی تینا ووندرلیش تنها گل‌به‌خودی این تیم را در نیمه‌نهایی المپیک ۲۰۰۰ در مقابل نروژ به ثمر رساند که تنها گل آن بازی نیز به‌شمار می‌آید.
تیم ملی فوتبال زنان آلمان دارای چندین رکورد بین‌المللی است. در سال ۲۰۰۷ آن‌ها اولین تیم ملی فوتبال زنان بودند که توانستند دو بار پیاپی عنوان قهرمانی جام جهانی فوتبال زنان را به‌دست آورند. آن‌ها همچنین بزرگترین پیروزی در تاریخ مسابقات را در مقابل آرژانتین با نتیجهٔ ۱۱–۰ رقم زدند. تیم ملی فوتبال زنان آلمان تنها تیمی است، چه در ردهٔ مردان و چه در ردهٔ زنان، که بدون دریافت حتی یک گل موفق به کسب عنوان قهرمانی در جام جهانی شده‌است. آلمان تنها کشوری در جهان است که در هر دو ردهٔ مردان و زنان عنوان قهرمانی جهان را به‌دست آورده‌است. پرینتس در سال ۲۰۰۷ با چهارده گل زده برترین گلزن جام جهانی فوتبال زنان شد. او و مارتای برزیلی تنها بازیکنان زنی هستند که حداقل سه بار موفق به دریافت بازیکن سال فیفا شده‌اند.
تا تاریخ ۱۲ آوریل ۲۰۲۲
| #  | نام             | دوره      | بازی‌ها | گل‌ها |
| -- | --------------- | --------- | ------ | ---- |
| ۱  | بیرگیت پرینتس   | ۱۹۹۴–۲۰۱۱ | ۲۱۴    | ۱۲۸  |
| ۲  | کرستین اشتیگمان | ۱۹۹۵–۲۰۰۹ | ۱۹۱    | ۸    |
| ۳  | آریان هینگست    | ۱۹۹۶–۲۰۱۱ | ۱۷۴    | ۱۰   |
| ۴  | آنیا میتاگ      | ۲۰۰۴–۲۰۱۷ | ۱۵۸    | ۵۰   |
| ۵  | بتینا ویگمن     | ۱۹۸۹–۲۰۰۳ | ۱۵۴    | ۵۱   |
| ۶  | رناته لینگور    | ۱۹۹۵–۲۰۰۸ | ۱۴۹    | ۳۵   |
| ۷  | زاندرا مینرت    | ۱۹۹۲–۲۰۰۷ | ۱۴۷    | ۱۶   |
| ۸  | نادین آنگرر     | ۱۹۹۶–۲۰۱۵ | ۱۴۶    | ۰    |
| ۹  | دوریس فیتشن     | ۱۹۸۶–۲۰۰۱ | ۱۴۴    | ۱۶   |
| ۱۰ | آنیک کران       | ۲۰۰۷–۲۰۱۶ | ۱۳۷    | ۵    |

| #  | نام            | دوره      | گل‌ها | بازی‌ها | م.گل |
| -- | -------------- | --------- | ---- | ------ | ---- |
| ۱  | بیرگیت پرینتس  | ۱۹۹۴–۲۰۱۱ | ۱۲۸  | ۲۱۴    | 0.6  |
| ۲  | هایدی مور      | ۱۹۹۶–۱۹۸۶ | ۸۳   | ۱۰۴    | 0.8  |
| ۳  | اینکا گرینگز   | ۱۹۹۶–۲۰۱۲ | ۶۴   | ۹۶     | 0.67 |
| ۴  | زیلیا ششیچ     | ۲۰۰۵–۲۰۱۵ | ۶۳   | ۱۱۱    | 0.57 |
| ۵  | الکساندرا پاپ  | ۲۰۱۰–     | ۵۳   | ۱۱۳    | 0.47 |
| ۶  | بتینا ویگمن    | ۱۹۸۹–۲۰۰۳ | ۵۱   | ۱۵۴    | 0.33 |
| ۷  | آنیا میتاگ     | ۲۰۰۴–۲۰۱۷ | ۵۰   | ۱۵۸    | 0.32 |
| ۸  | زیلویا ناید    | ۱۹۸۲–۱۹۹۶ | ۴۸   | ۱۱۱    | 0.43 |
| ۹  | کرستین گرفریکس | ۲۰۰۱–۲۰۱۱ | ۴۳   | ۱۳۰    | 0.33 |
| ۱۰ | مارتینا مولر   | ۲۰۰۱–۲۰۱۴ | ۳۷   | ۱۰۱    | 0.37 |

بازیکنانی که نامشان پررنگ شده، هم‌اکنون بازی می‌کنند، حداقل در سطح باشگاهی.

## افتخارات

### رقابت‌های بزرگ
جام جهانی زنان
- قهرمانی (۲): ۲۰۰۳، ۲۰۰۷
- نایب قهرمانی (۱): ۱۹۹۵
- جایگاه چهارمی (۲): ۱۹۹۱، ۲۰۱۵

جام ملت‌های اروپای زنان
- قهرمانی (۸): ۱۹۸۹، ۱۹۹۱، ۱۹۹۵، ۱۹۹۷، ۲۰۰۱، ۲۰۰۵، ۲۰۰۹، ۲۰۱۳
- نایب قهرمانی (۱): ۲۰۲۲
- جایگاه چهارمی (۱): ۱۹۹۳

بازی‌های المپیک تابستانی
- مدال طلا (۱): ۲۰۱۶
- مدال برنز (۳): ۲۰۰۰، ۲۰۰۴، ۲۰۰۸

| مرور کلی                | مرور کلی | مرور کلی | مرور کلی | مرور کلی |
| رقابت                   | اول      | دوم      | سوم      | چهارم    |
| ----------------------- | -------- | -------- | -------- | -------- |
| جام جهانی زنان          | ۲        | ۱        | ۰        | ۲        |
| جام ملت‌های اروپای زنان  | ۸        | ۱        | ۰        | ۱        |
| بازی‌های المپیک تابستانی | ۱        | ۰        | ۳        | ۰        |
| مجموع                   | ۱۱       | ۲        | ۳        | ۳        |

منبع

### رقابت‌های کوچک
جام آلگاروه
- قهرمانی (۴): ۲۰۰۶، ۲۰۱۲، ۲۰۱۴، ۲۰۲۰
- نایب قهرمانی (۳): ۲۰۰۵، ۲۰۱۰، ۲۰۱۳
- مقام سومی (۱): ۲۰۱۵
- جایگاه چهارمی (۳): ۲۰۰۲، ۲۰۰۸، ۲۰۰۹

مسابقات جهانی دعوتی زنان
- قهرمانی (۲): ۱۹۸۱، ۱۹۸۴
- مقام سومی (۱): ۱۹۸۷

جام شی‌بیلیوز
- نایب قهرمانی (۲): ۲۰۱۶، ۲۰۱۷
- جایگاه چهارمی (۱): ۲۰۱۸

مسابقات چهار ملت
- نایب قهرمانی (۱): ۲۰۰۲
- مقام سومی (۳): ۲۰۰۳، ۲۰۰۵، ۲۰۰۷

جام موندیالیتو
- نایب قهرمانی (۱): ۱۹۸۴

جام آرنولد کلارک
- جایگاه چهارمی (۱): ۲۰۲۰

### جوایز
جایزه بازی جوانمردانه جام جهانی
- برنده (۱): ۱۹۹۱

جایزه جذابترین تیم جام جهانی از نظر مخاطبان
- برنده (۱): ۲۰۰۳

## قهرمانی‌ها
| دستاوردها                         | دستاوردها | دستاوردها           |
| --------------------------------- | --- | ------------------- |
| پیشین: · ایالات متحده آمریکا ۱۹۹۹ | جام جهانی ۲۰۰۳ (اولین عنوان) ۲۰۰۷ (اولین عنوان)                                                                                         | پسین: · ژاپن ۲۰۱۱   |
| پیشین: · ایالات متحده آمریکا ۲۰۱۲ | المپیک تابستانی ۲۰۱۶ (اولین عنوان) | پسین: · کانادا ۲۰۲۰ |
| پیشین: · نروژ ۱۹۸۷                | جام ملت‌های اروپا ۱۹۸۹ (اولین عنوان) ۱۹۹۱ (دومین عنوان)                                                                                  | پسین: · نروژ ۱۹۹۳   |
| پیشین: · نروژ ۱۹۹۳                | جام ملت‌های اروپا ۱۹۹۵ (سومین عنوان) ۱۹۹۷ (چهارمین عنوان) ۲۰۰۱ (پنجمین عنوان) ۲۰۰۵ (ششمین عنوان) ۲۰۰۹ (هفتمین عنوان) ۲۰۱۳ (هشتمین عنوان) | پسین: · هلند ۲۰۱۷   |